# Meilenstein

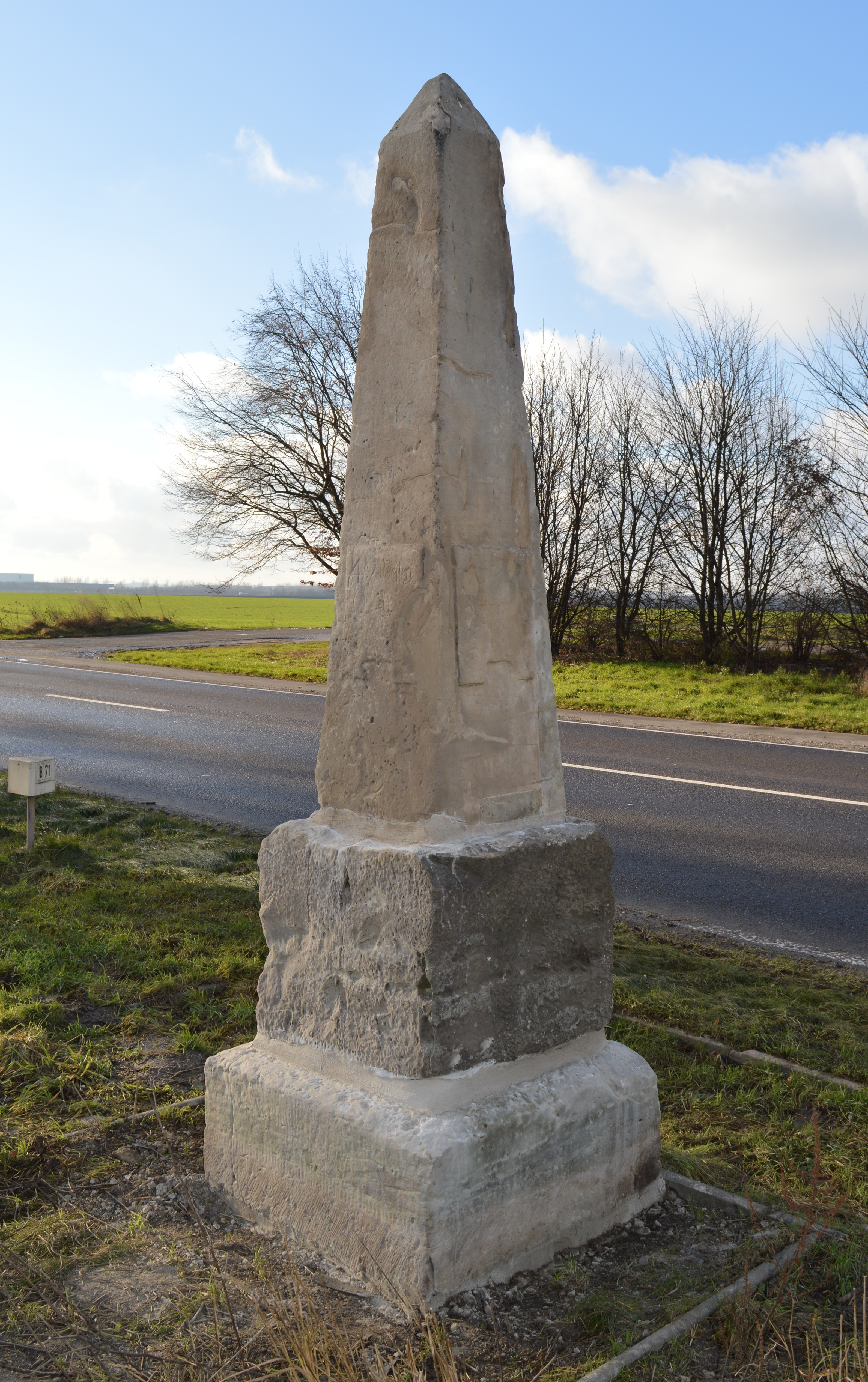
Ältester erhaltener preußischer Meilenstein in Magdeburg, Sachsen-Anhalt

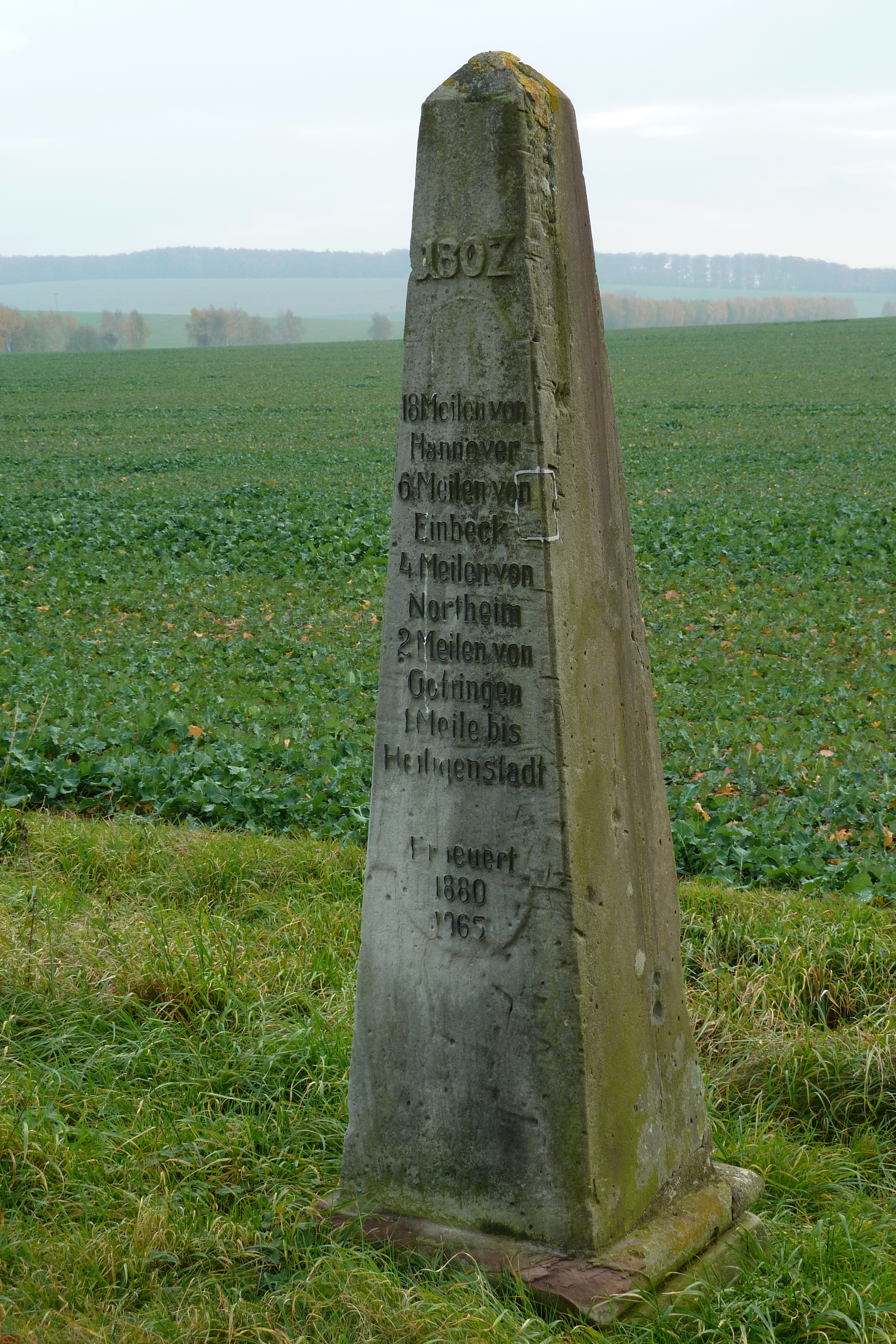
Hannoverischer Meilenstein bei Vogelsang, Niedersachsen

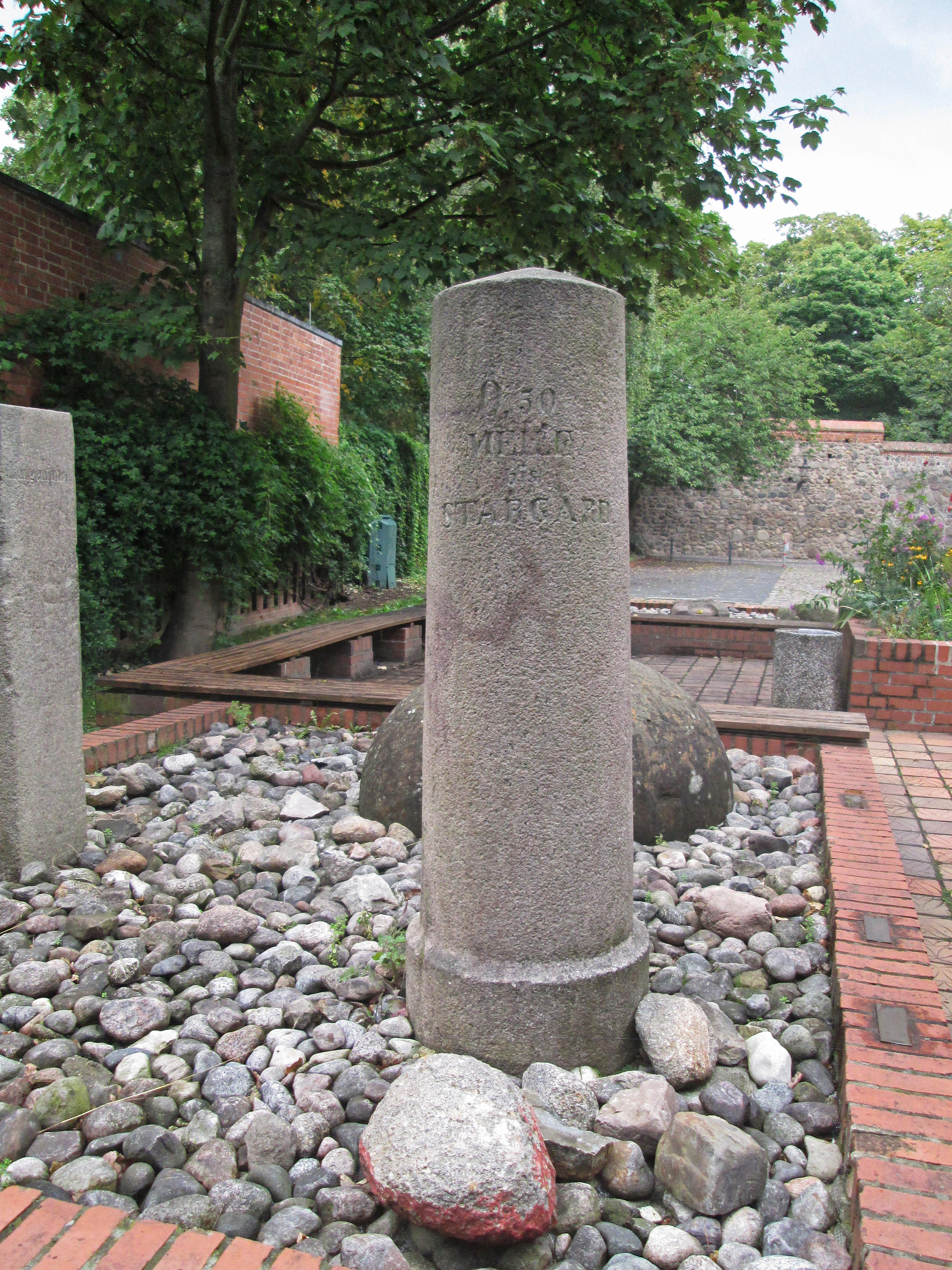
Mecklenburg-Strelitzer Meilenstein in Neubrandenburg, Mecklenburg-Vorpommern

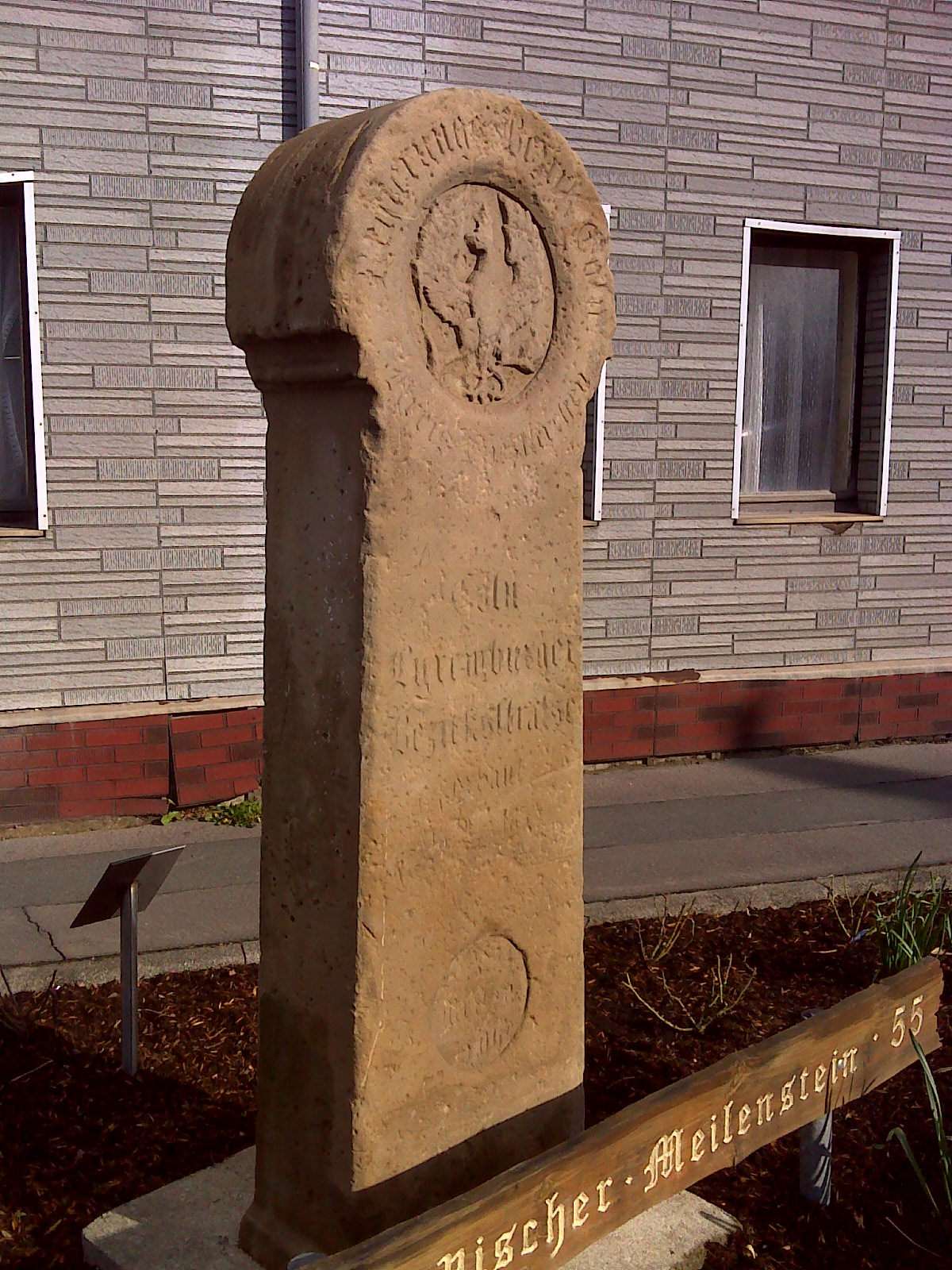
Preußischer Rundkopfmeilenstein in Hoven, Nordrhein-Westfalen

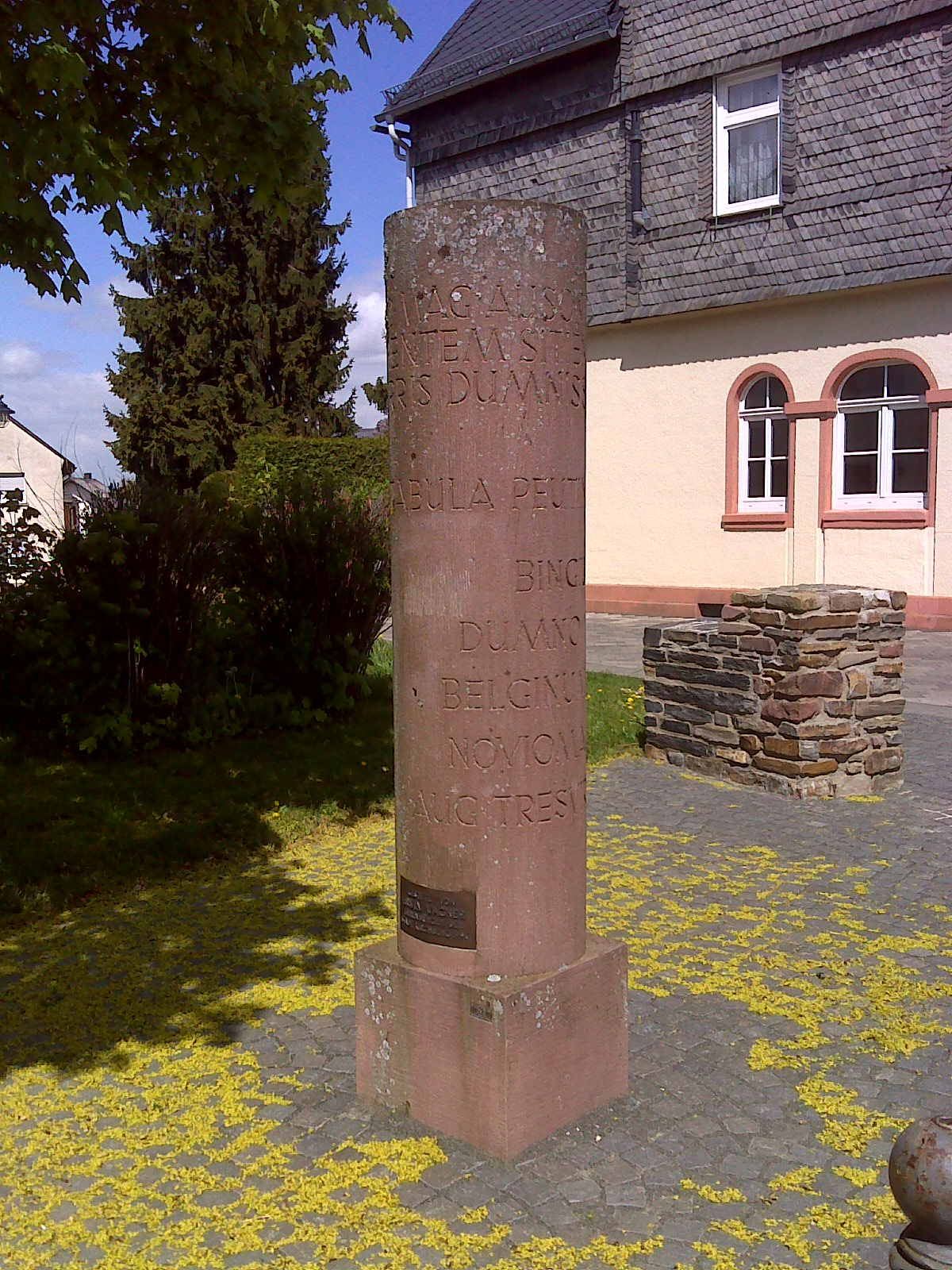
Römischer Meilenstein in Kirchberg, Rheinland-Pfalz

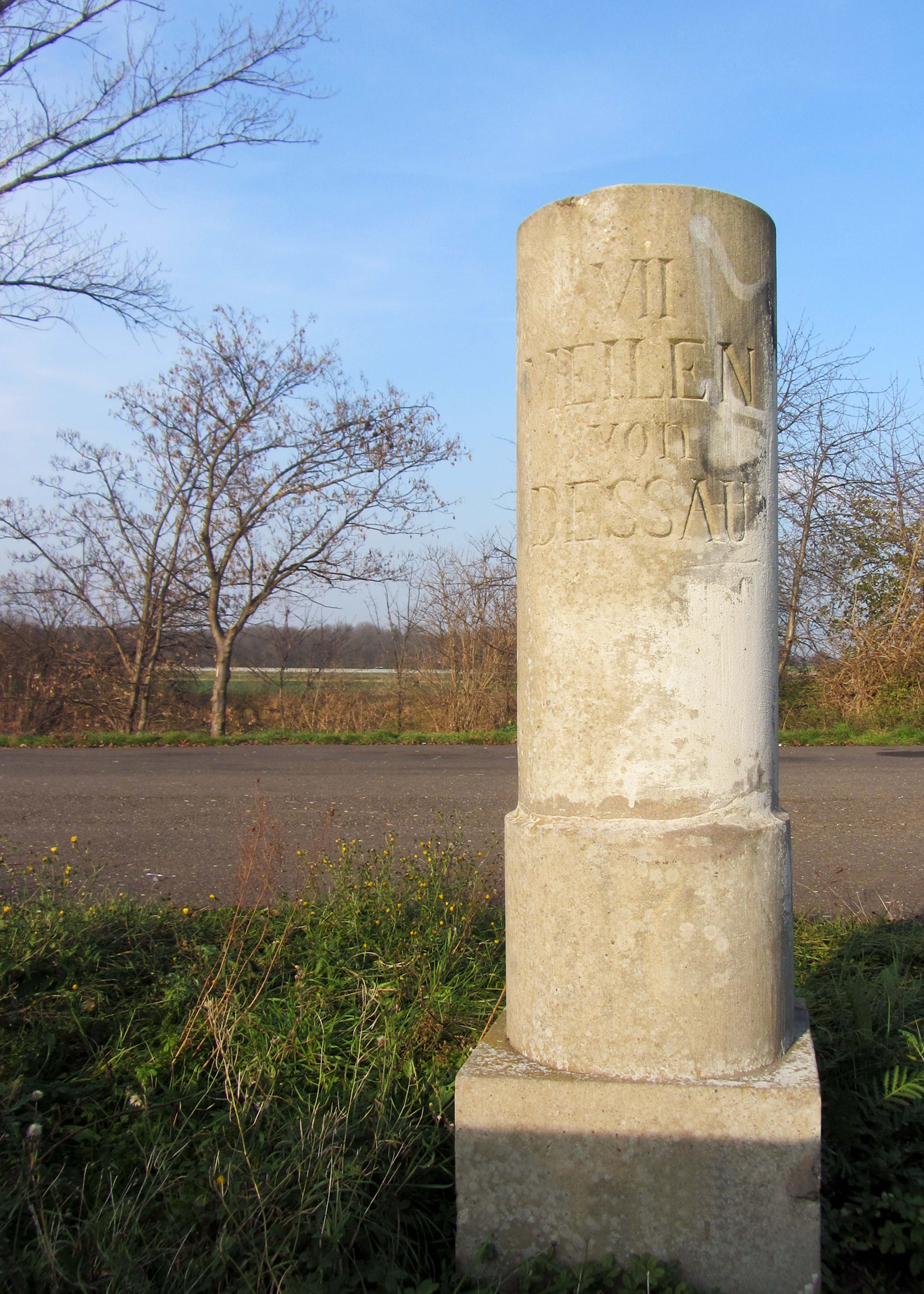
Anhaltischer Meilenstein bei Güsten, Sachsen-Anhalt

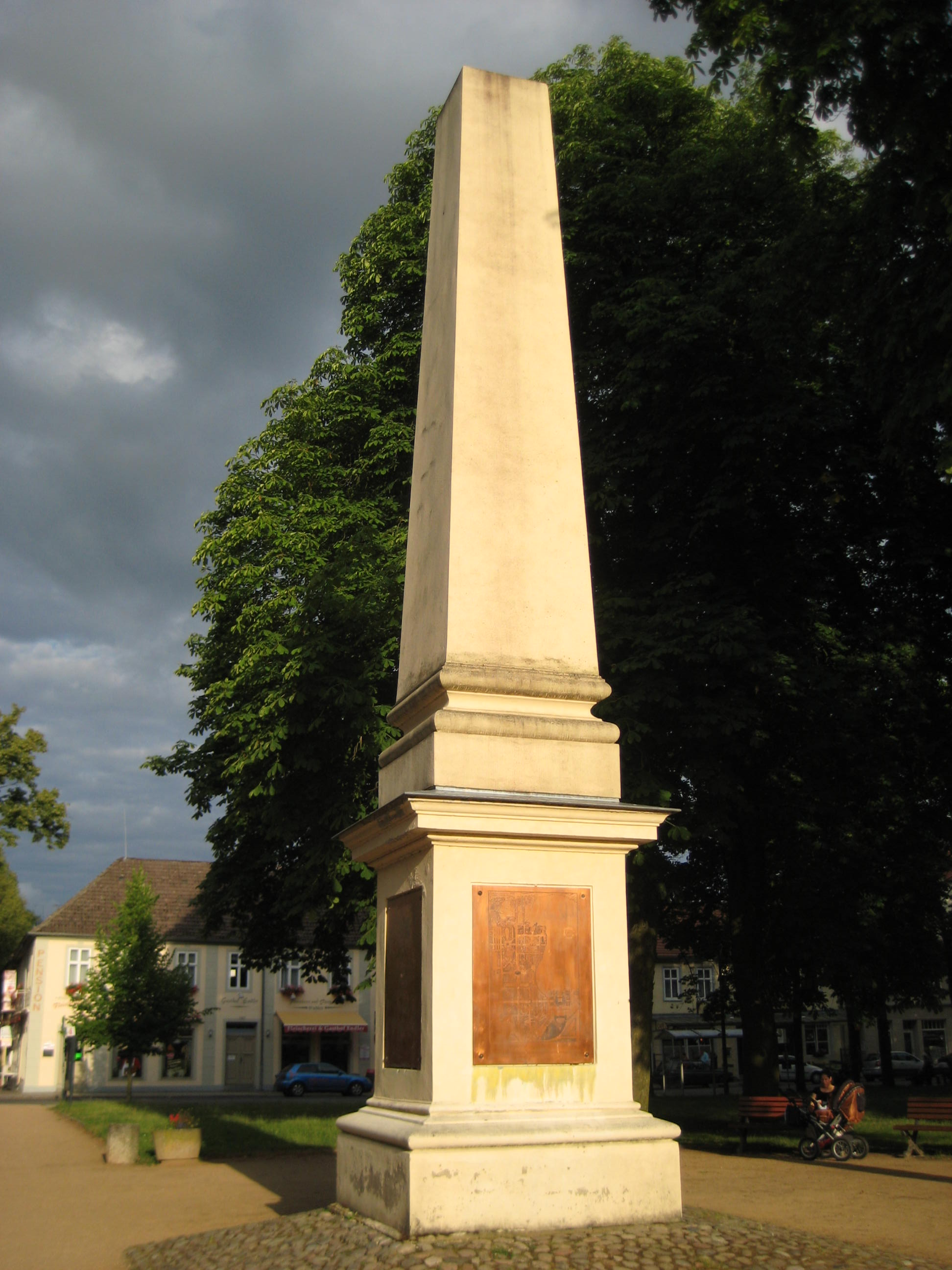
Preußischer Meilenobelisk in Rheinsberg, Brandenburg

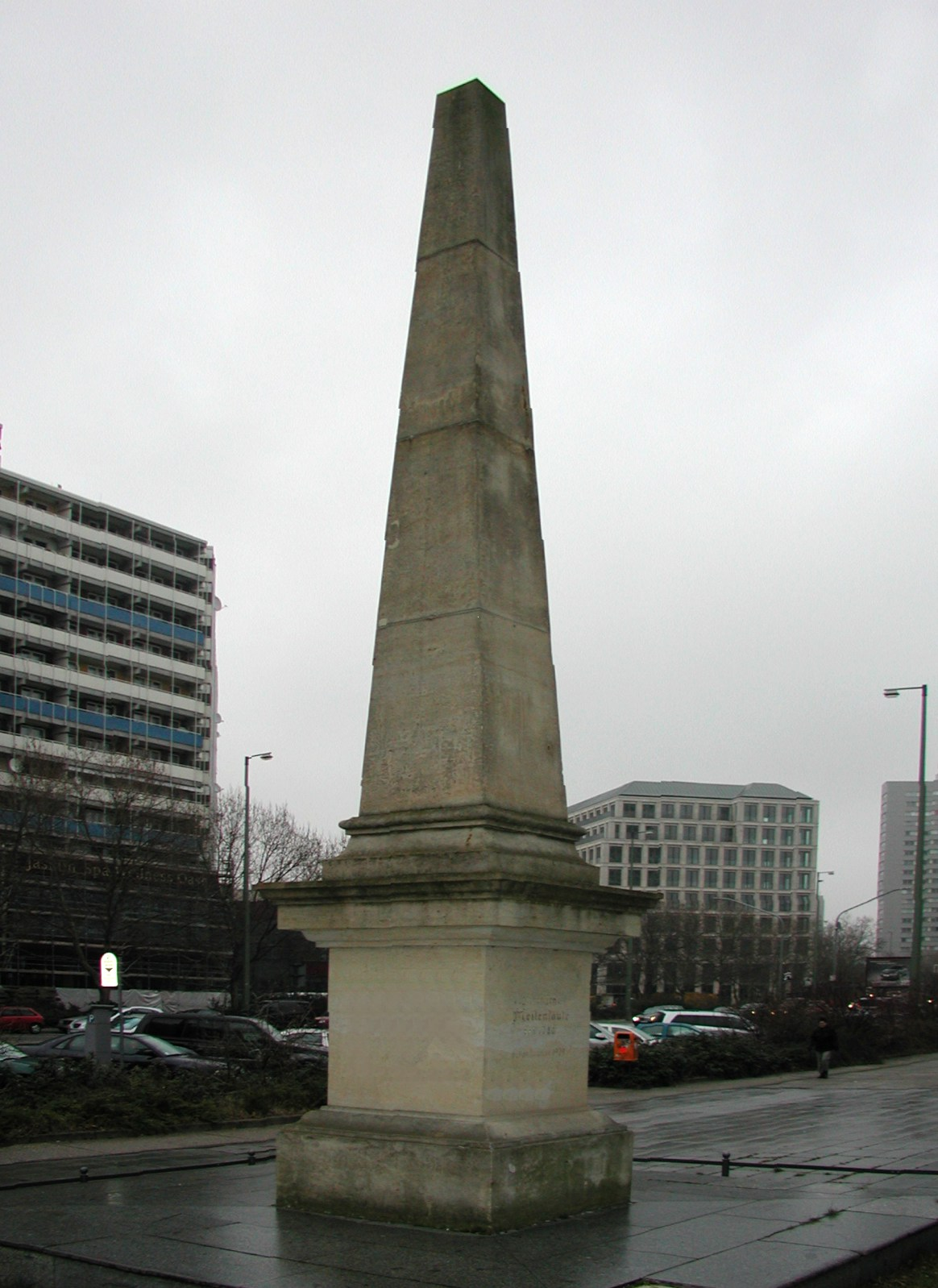
Rekonstruierter Preußischer Meilenobelisk in der Leipziger Straße, Berlin

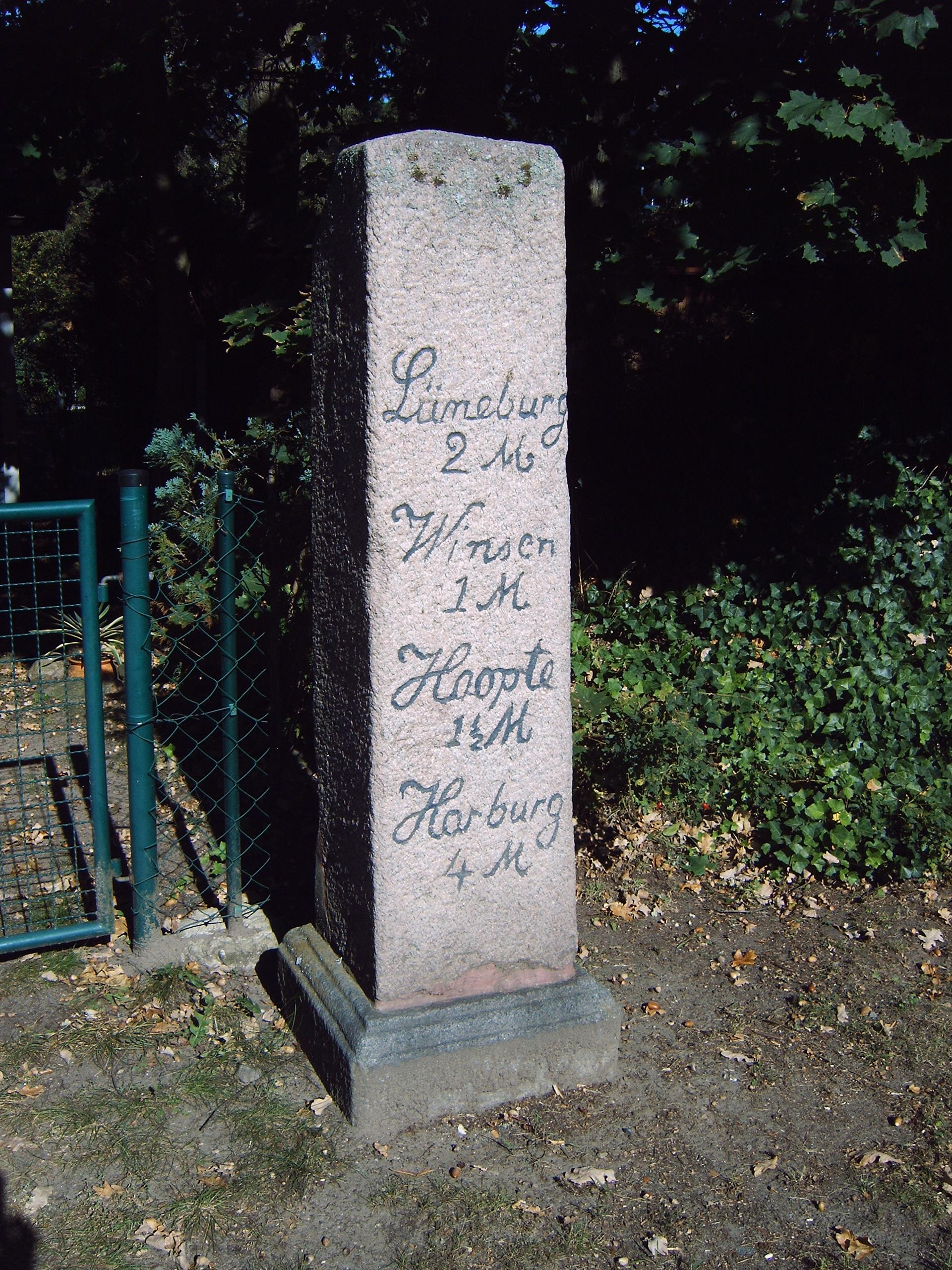
Ganzmeilensäule in Sangenstedt, Niedersachsen

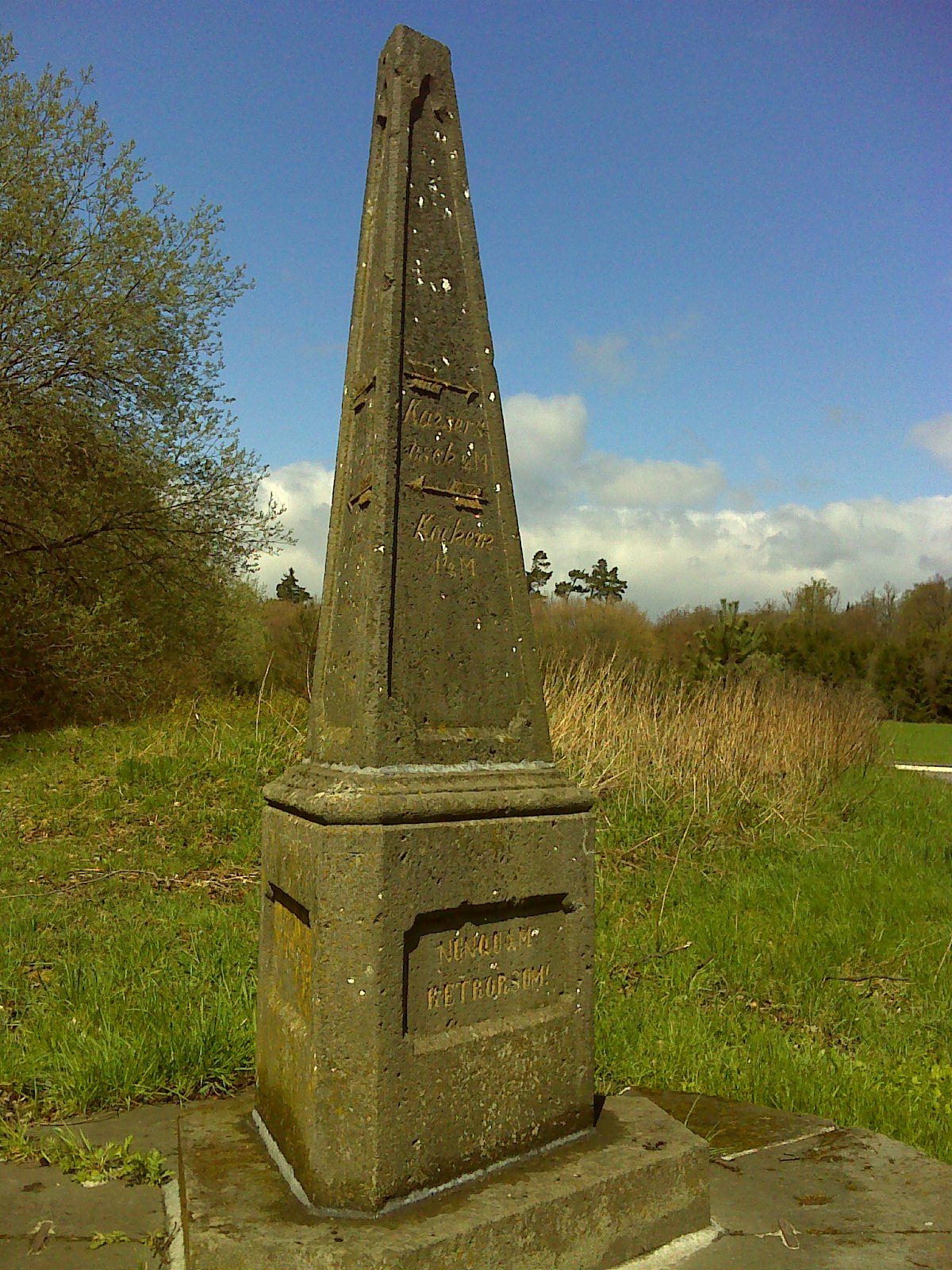
Preußischer Meilenstein bei Landkern, Rheinland-Pfalz

Ein Meilenstein, auch Postmeilensäule (auch Halbmeilenstein bzw. Posthalbmeilensäule), ist ein in regelmäßigen Abständen an Straßen errichteter Entfernungsanzeiger. Meilensteine gehören wie Wegkreuze oder Bildstöcke zu den Kleindenkmälern und unter diesen zu den Distanzsteinen.

## Allgemein
Meilensteine sind steinerne Entfernungsanzeiger. Sie gehörten jahrtausendelang zur Grundausstattung zahlreicher Arten von Straßen, insbesondere aber der Chausseen (auch Kunststraßen genannt). Europaweite Verbreitung finden sie erstmals durch das Römische Imperium, weltweite später durch das Britische Empire. In Deutschland wurden sie im 18. und 19. Jahrhundert in großen Mengen aufgestellt und insbesondere durch das expandierende Preußen weit verbreitet. Die Meilensteine des 18. Jahrhunderts waren mehrheitlich Postmeilensteine, die der Post zur Berechnung des Portos und für den Reiseverkehr dienten, die des 19. Jahrhunderts werden zur leichteren Unterscheidung oft auch Chausseemeilensteine genannt.
Aufgrund der zahlreichen kleinen Territorien entstand in Deutschland eine gewisse Formenvielfalt, doch auch innerhalb der größeren Systeme von Sachsen und Preußen sind hier verschiedene Formen, Größen und Beschriftungsarten bekannt. Dazu zählen besonders oft Obelisken (Preußen, Sachsen, Hannover) und Rundsäulen (Preußen ab ca. 1835, Anhalt, Mecklenburg-Strelitz) an Ganzmeilenstandorten. Daneben gibt es z. B. Würfel, Glocken (Preußen) oder aufrecht stehende Platten (Sachsen, Oldenburg). In Österreich-Ungarn finden sich ebenso Meilensteine wie in England, den USA oder Australien. Als direkte Nachfolger der Meilensteine wurden in vielen Staaten auch Kilometersteine aufgestellt. Es gibt aber auch zahlreiche Länder und Staaten, die nie Meilensteine besaßen. So geht man für den Kleinstaat Sachsen-Meiningen davon aus, dass hier erst mit der Einführung des Kilometers auch Steine entlang der Straßen gesetzt wurden. Ebenso sind für Württemberg keine Meilensteine bekannt.
Im Laufe der Zeit wurde die Gestalt der Steine schlichter, da sie anfangs auch hohen repräsentativen Wert besaßen, später aber aufgrund der Menge zu hohe Kosten verursacht hätten. Dadurch ist oft auch eine ungefähre zeitliche Einordnung der Steine möglich und es treten zum Beispiel in Sachsen starke Unterschiede zwischen Meilensteinen des 18. und 19. Jahrhunderts auf. In Preußen unterscheiden sie sich teilweise sogar innerhalb einer Region, etwa dem Herzogtum Magdeburg, nach Jahrzehnten.

## Altertum

### Römisches Reich
Das Römische Reich verfügte über ein sehr gut ausgebautes Straßensystem, die „Römerstraßen“. Nach 123 v. Chr. wurden an diesen Straßen sogenannte Miliaria errichtet. In bestimmten vormals keltischen Gebieten der nördlichen Provinzen standen die Steine im Abstand einer Leuge und wurden daher „Leugensteine“ genannt. 1993 gefunden wurde der Stadiasmus Patarensis. Römische Meilensteine gelten als gut erforscht und werden seit 1986 im Rahmen der Erforschung der Inschriften im Corpus Inscriptionum Latinarum katalogisiert (Reihe Miliaria Imperii Romani).

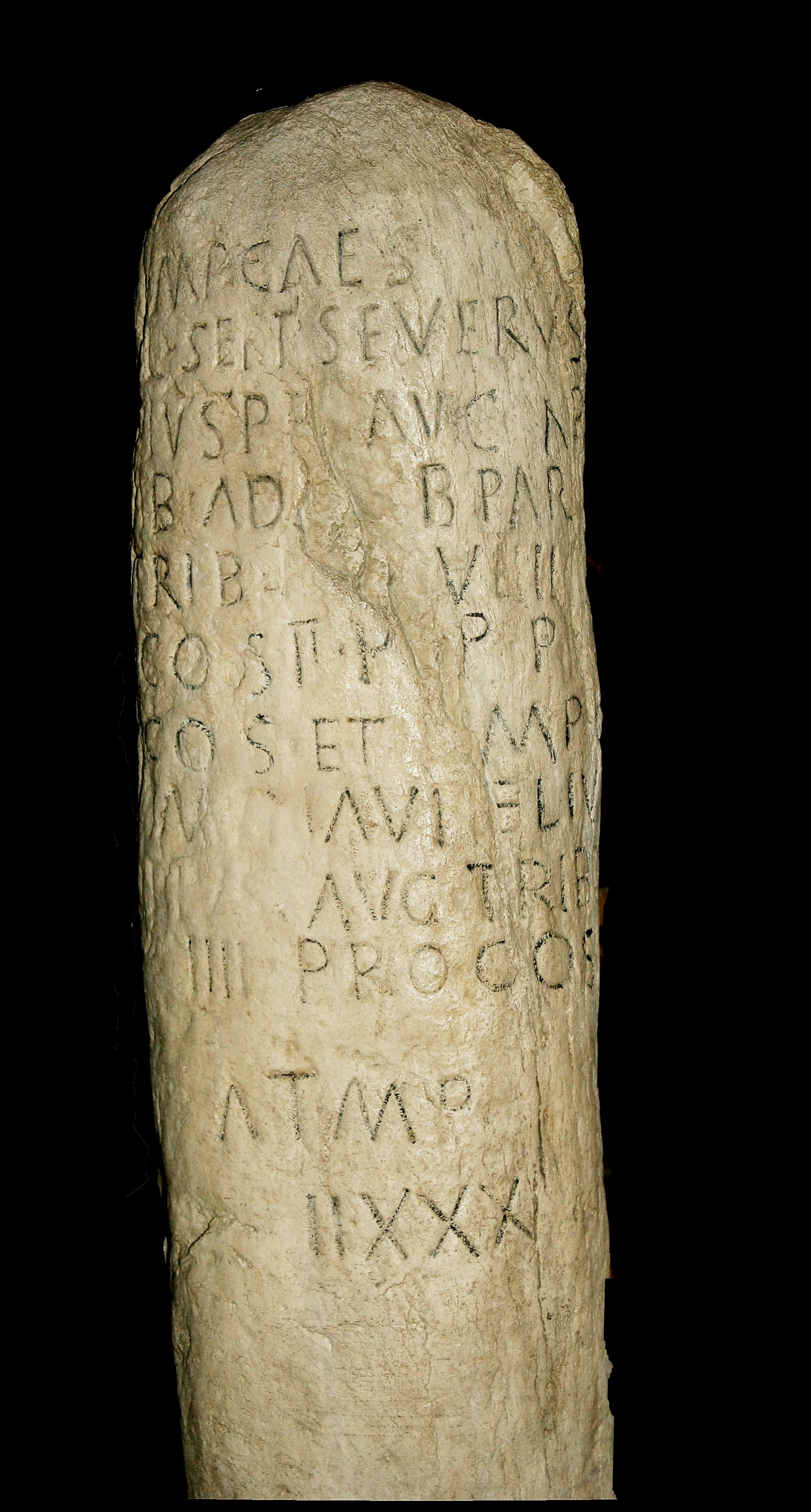
Römischer Meilenstein aus dem Jahre 201, gefunden bei Sankt Margarethen im Lungau
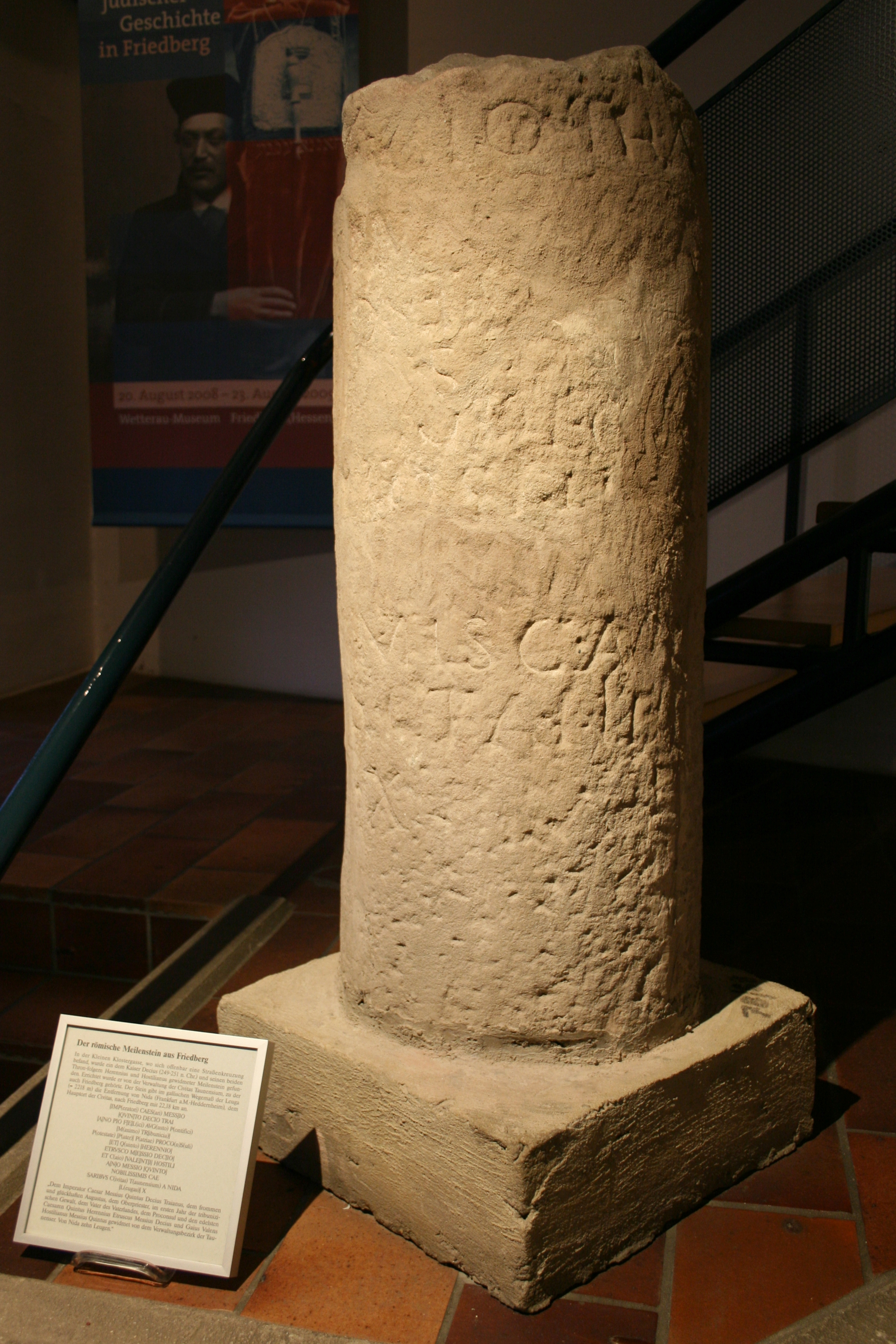
Römischer Leugenstein aus Friedberg, Hessen, Aufstellung im Wetterau-Museum
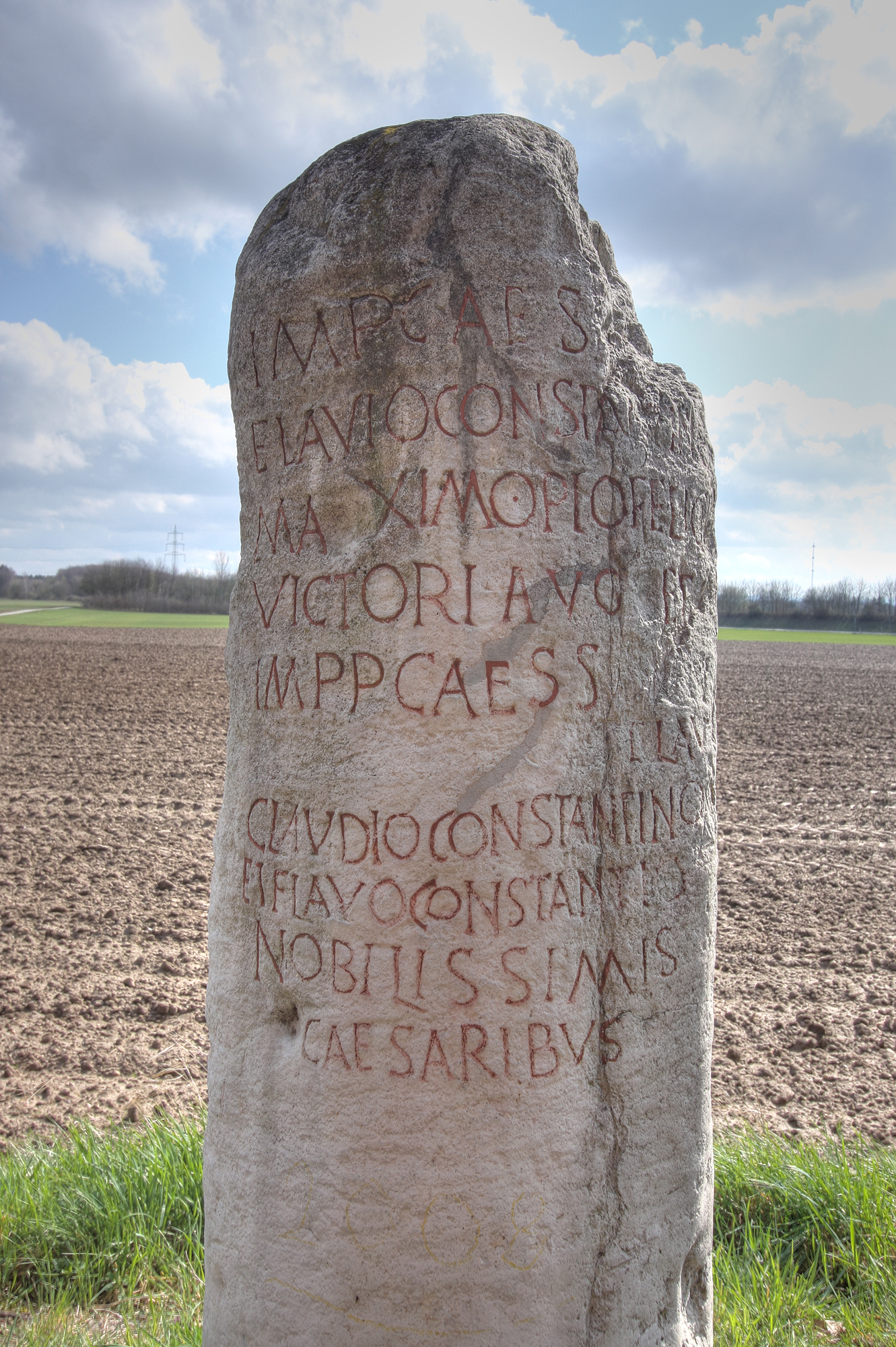
Römischer Meilenstein bei Jülich, Voreifel
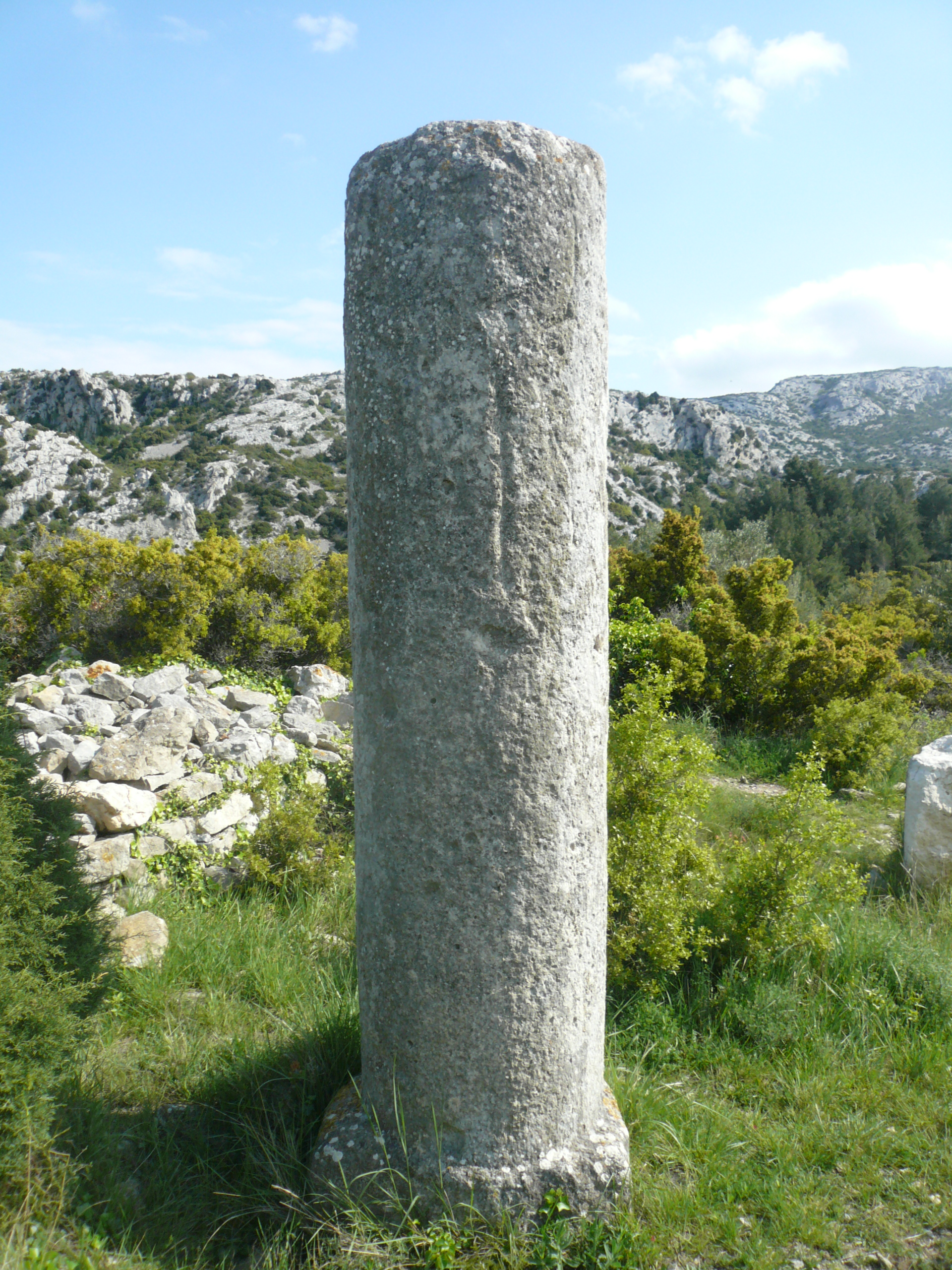
Römischer Meilenstein in den Corbières (Frankreich)

## Neuzeit: Deutschland
Meilensteine wurden in den deutschen Staaten insbesondere entlang von Poststraßen, Chausseen (häufig auch Kunststraßen genannt) und Eisenbahnstrecken errichtet, weshalb man sie auch in Postmeilensteine, Chausseemeilensteine und Eisenbahnmeilensteine unterscheidet. Postmeilensteine sind eher ein Phänomen des 18. Jahrhunderts, die anderen beiden Typen dominieren das 19. Jahrhundert. Mit der Einführung des Kilometers im Deutschen Reich, ein von 1868 bis 1874 währender Prozess, endete das Zeitalter der Meilensteine in Deutschland. Fortan errichtete man Kilometersteine sowohl an Straßen als auch den Eisenbahnlinien (siehe Bahnstreckenkilometer). 

### Bayern
Ähnlich wie in Baden-Württemberg gab es in Bayern Stundensäulen anstelle von Meilensteinen. Allerdings wird angenommen, dass in den im Jahr 1792 an Preußen gefallenen Fürstentümern Bayreuth und Ansbach Meilensteine gesetzt wurden. Die heute dort anzutreffenden Obelisken tragen allerdings Stunden- bzw. Kilometerangaben und beide gehörten als Ansbach-Bayreuth auch nur bis zum Jahr 1805 zu Preußen.

Stundensäule aus Sandstein, 2. Hälfte 18. Jh. in Eckersdorf, Landkreis Bayreuth
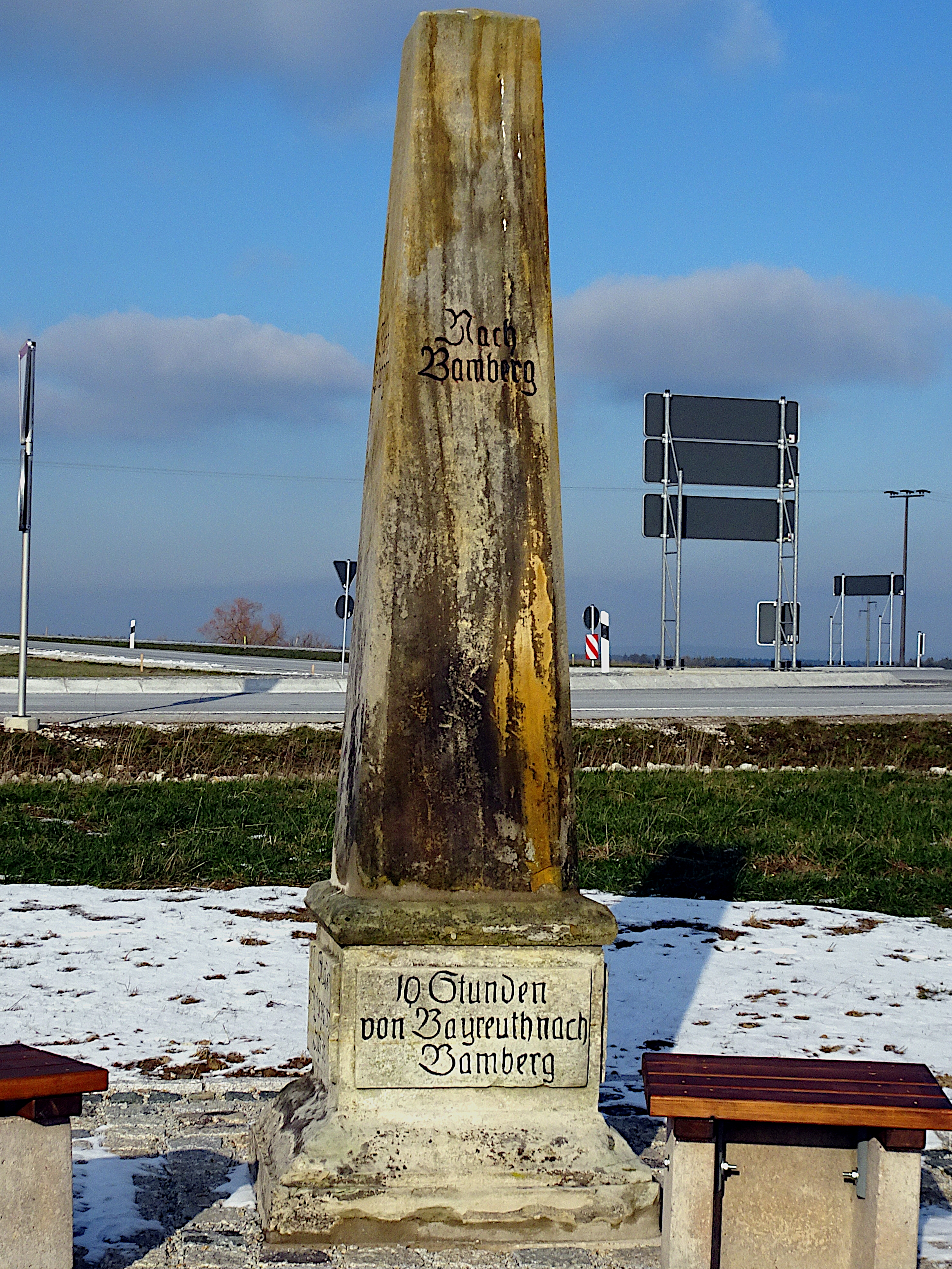
10 Stunden nach Bamberg
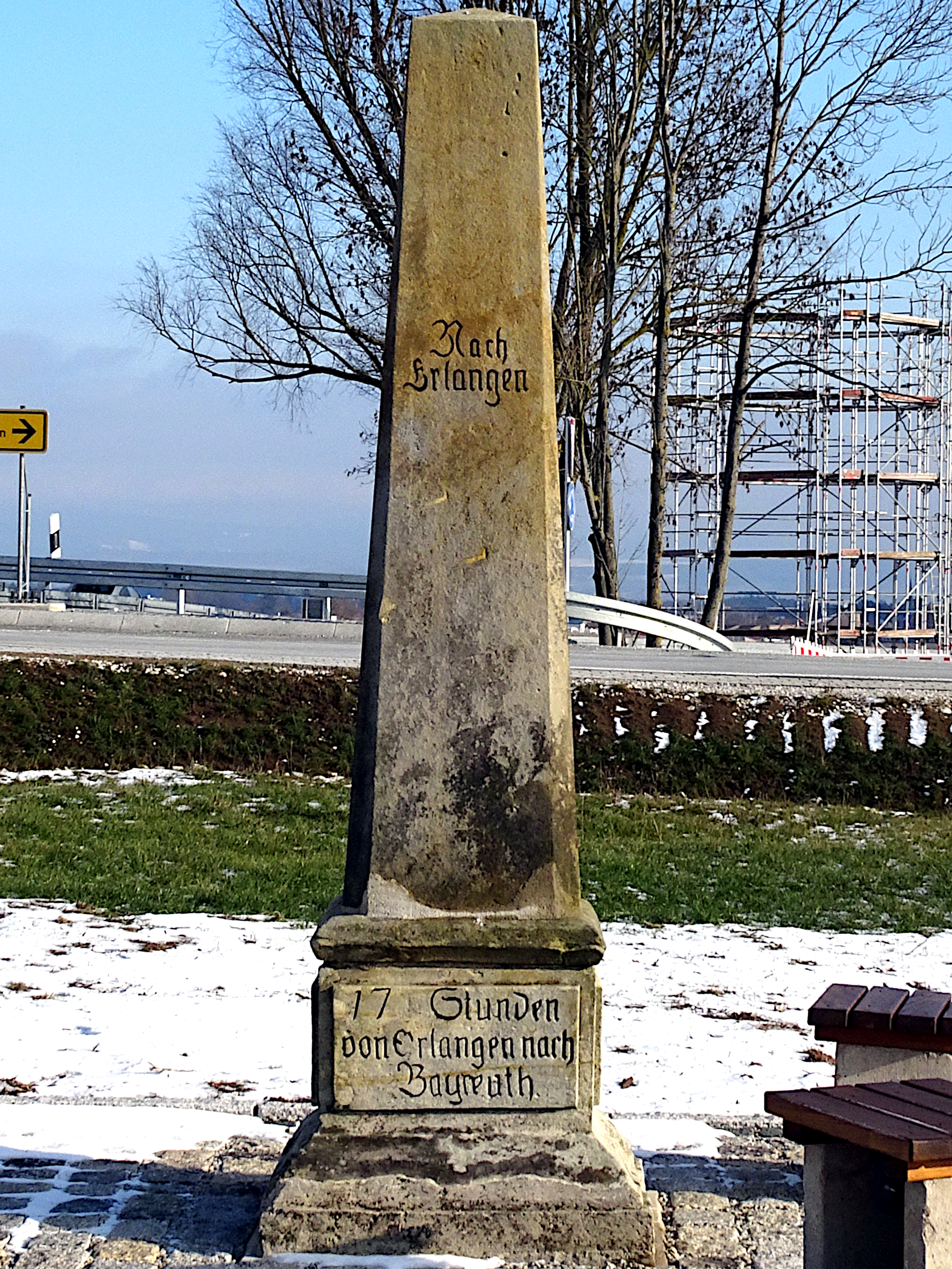
17 Stunden nach Erlangen

### Brandenburg
Der Dreißigjährige Krieg brachte Wirtschaft und Handel im Lebuser Land zum Erliegen. Die Wege verfielen und wuchsen zu, daher ließ der Kurfürst Friedrich Wilhelm von Brandenburg im Jahre 1646 eine neue Post- und Handelslinie einrichten. Ihr Verlauf entsprach bereits in großen Teilen dem Verlauf der heutigen Bundesstraße 1 in Brandenburg. Sie führte von Kleve im Rheinland (ab 1614 zu Brandenburg gehörig), über Berlin, durch das Lebuser Land, nach Küstrin, durch das damalige Königreich Polen nach Königsberg (Preußen) im damaligen Herzogtum Preußen (1618 zu Brandenburg), heute Kaliningrad, Russland. Eine weitere Postlinie von Berlin durch das Lebuser Land über Frankfurt (Oder) bis in den österreichischen Teil Schlesiens war ab etwa 1660 verfügbar. Ihrem Verlauf folgte später in weiten Teilen die Reichsstraße 5, heute mit einigen Veränderungen die Bundesstraße 5.
Der alte Handelsweg nach Küstrin von Frankfurt (Oder) über Lebus stellte um 1670 vermutlich eine Querverbindung dar. Für diese unbefestigten Wege wurden auf Befehl des Kurfürsten Friedrich III., dem späteren Friedrich I., König von Preußen um 1698 die ersten Wegweiser an den Wegkreuzungen errichtet. Sie sollten zierlich sein, als weisender bloßer Arm eines römischen Kriegers, aus Holz geschnitten und an einem Eichenpfahl befestigt. Dieser Pfahl wurde mit gelber Farbe gestrichen, ab 1704 blau-weiß-orange, nach dem Siebenjährigen Krieg in den preußischen Landesfarben schwarz-weiß, zusätzlich war er mit Entfernungsangaben versehen.
Erste Meilensäulen an der Straße zwischen Berlin und den beiden Residenzen Oranienburg und Potsdam sind ebenfalls aus dieser Zeit bekannt. Auf einer Zeichnung des Architekten Christian Eltester (1671–1700) von 1699, sieht man einen Stein mit lateinischer Inschrift: „ab urbe lapis II M passus distat“, auf Deutsch etwa: „von der Stadt (ist) der Stein zwei Meilen entfernt“. Oben ist eine Krone mit den Initialen „F3“ für „Friedrich III.“ aufgesetzt. Die „II M“(eilen) beziehen sich demnach auf einen Stein bei Zehlendorf. Ein weiterer Stein wird 1798 auch für Potsdam beschrieben: „Neben dem neuen Obelisk vor der langen Brücke stehet der von Churfürst Friedrich III. gesetzte kleinere Meilenstein: Auf welchem eingehauen ist Vierter Stein vier Meilen von Berlin 1700, auf der Morgen- und Abendseite siehet man den Namenszug, und darüber den Churhuth“.

„Der Schöneberger Meilenstein, der an der Ecke der Wieland-Strasse in dem Friedenauer Ortsteile von Schöneberg stand, hat bei der Regulierung der alten Provinzial-Chaussee entfernt werden müssen. Bei dieser Gelegenheit ist er total vernichtet worden, weil niemand an seinen historischen Wert gedacht hat. Dieser Meilenstein ist von König Friedrich Wilhelm III. errichtet worden. Der König, der seine Fahrten von Berlin nach Potsdam zu Wagen zurücklegte und dies auch dann noch that, als 1837 die Potsdamer Bahn im Betriebe war, liess auf der Potsdamer Chaussee drei Meilensteine errichten. Der erste war der jetzt abgerissene, der zweite steht heute noch in Zehlendorf, während der dritte, ebenfalls noch vorhandene sich hinter Wannsee befindet. Diese Meilensteine erheben sich auf einem Unterbau von Granit in Gestalt einer hohen Säule, die von einer Kugel aus Metall mit blinkender Spitze gekrönt wird. An der Vorderseite steht in lateinischen Ziffern und Lettern 1, II, bezw. III Meilen von Berlin. Die Entfernung der Meilenzahl ist vom Dönhoffplatz bemessen worden, wo früher ein grosser Obelisk den Ausgangs-Meilenstein an der Stelle bezeichnete, wo heute das Stein-Denkmal steht.“

Im Zuge der Erweiterung des Verkehrsnetzes und der Befestigung der Straßen wurden ab 1800 die Poststraßen zur besseren Errechnung der Gebühren vermessen und planmäßig angelegt. Die nun über längere Strecken geradlinig verlaufenden und befestigten Straßen, „Kunststraßen“, „Steinstraßen“ oder „Chausseen“ genannt, erhielten zur Orientierung über die Entfernungen und zur Einhaltung der vorgegebenen Wegezeiten für die Reit- und Fahrpost entsprechende Markierungen in Form von Meilensteinen. Die preußische Meile hatte eine Länge von 7,532 km. Der Nullpunkt der Vermessung aller preußischen Poststraßen in Berlin befand sich am alten Leipziger Tor in der Nähe des Dönhoffplatzes. Im Jahre 1979 wurde am Dönhoffplatz, in der Leipziger Straße, die halbkreisförmigen Spittelkolonnaden wiederhergestellt und in ihrem Zentrum die Nachbildung einer Postmeilensäule errichtet, welche 1730 als steinerner Obelisk („Meilenzeiger“) den Beginn der Entfernungsangabe nach Potsdam markierte, hier war die „Meile Null“ der Reichsstraße 1. Der Standort befindet sich wenige Meter vom ursprünglichen Aufstellplatz entfernt. Als Standort des Nullpunkts der Vermessung aller preußischen Poststraßen in Berlin werden auch andere Stadttore, das Schloss (bzw. die Adlersäule vor dem Schloss) und die Fahnenstange am Rathaus vermutet.
Während die kursächsischen Postmeilensäulen und -steine bis auf geringfügige Abweichungen annähernd gleich sind, gab es in Preußen im Laufe der Zeit unterschiedlichste Formen. Im Lebuser Land sind es zwei Varianten:
An der Kunststraße Berlin – Müncheberg – Frankfurt (Oder) wurden um 1802 im Abstand von jeweils einer Meile Rundsockelsteine von etwa 0,85 m Höhe mit der eingemeißelten Entfernung „...MEILEN BIS BERLIN“ aufgestellt. Erhalten ist z. B. der Meilenstein in Georgenthal (Falkenhagen (Mark)). Auf ihm steht IX Meilen bis Berlin. Dazwischen standen 1⁄2-Meilensteine und rechteckige 1⁄4-Meilensteine. Erhalten ist z. B. der 1⁄4-Meilenstein bei Arensdorf (Steinhöfel). Die Chaussee Müncheberg – Seelow – Kietz – Küstrin wurde in den Jahren 1817 bis 1819 ausgebaut und erhielt gusseiserne Meilenoblisken. Die erste Meilensäule hatte ihren Standort in Müncheberg an der Gabelung der heutigen B 1 und B 5. Die mehrfach abgestufte etwa 2,80 m hohe Meilensäule zeigte auf den in Fahrtrichtung liegenden Flächen das Relief eines an Schleife und Band hängenden Posthorns. Die 1⁄4- und 1⁄2-Meilensteine waren glockenförmig, mit elliptischem Querschnitt und wurden aus Sandstein gefertigt. Die 1⁄2-Meilensteine waren etwa 1,22 m hoch, die 1⁄4-Meilensteine etwa 0,92 m. Die Bezeichnung wurde im oberen Bereich eingemeißelt, darunter als Relief eine vierblättrige Rosette.
In den Gebieten der jetzigen Landkreise Potsdam-Mittelmark und Elbe-Elster, die vor 1815 zu Sachsen gehörten, stehen in den Städten Bad Belzig, Niemegk, Brück, Uebigau, Wahrenbrück, Bad Liebenwerda und Elsterwerda ebenfalls Kursächsische Postmeilensäulen.
Nach der Einführung des metrischen Systems im Jahre 1873 wurden viele Meilensteine auf Kilometer-Entfernungen umgesetzt und befinden sich daher nicht mehr an ihrem ursprünglichen Standort.

### Niedersachsen
Der Bau von Chausseen und die Setzung von Meilensteinen wurden in den einzelnen Territorien unterschiedlich geregelt. Der Chausseebau mit Meilensteinen erstreckt sich in Niedersachsen auf die Zeit zwischen den Jahren 1764 und 1874. In den braunschweigischen Territorien wurden ab den 1770er Jahren mit staatlichen Mitteln Chausseen gebaut, nach der Vereinigung zum neuen Herzogtum Braunschweig gab es noch eine Phase des Ausbaus, doch bald konzentrierte man sich auf den Erhalt der gebauten Straßen. Der staatliche Chausseebau im Fürstentum Schaumburg-Lippe beschränkte sich auf die Zeit zwischen 1782 und 1804.

#### Kurfürstentum Hannover
Im Jahr 1764 wurden erstmals vom englischen König Georg III. Gelder zur Verfügung gestellt und mit diesen entstanden in schneller Folge Chausseen von Hannover aus, etwa 1764 Hannover–Hameln, 1765 Hannover–Göttingen und Hannover–Kassel oder 1769 Hannover–Nienburg. Entlang dieser Chausseen wurden Viertel-, Halb- und Ganzmeilensteine aufgestellt.
Nach dem Wiener Kongress wurde die hannoversche Meile statt mit 9,347 nun mit 7,420 Kilometern bemessen, was eine Umsetzung der bestehenden Meilensteine zur Folge hatte. Zudem kam es zum systematischen Ausbau des Straßennetzes, mit dem neue Meilensteine entstanden. Die Stillung des Bedarfs endete fast zeitgleich mit dem Aufkommen des Eisenbahnverkehrs. Diesem wurde in den 1840er und 1850er Jahren der Vorrang gegeben und im Straßenbereich vor allem Zubringerstraßen und Gemeindewege geschaffen. Meilensteine wurden an solchen Straßen kaum errichtet und mit der Einführung des Kilometers im Jahr 1874 endete ihre Ära.
Man unterscheidet drei Typen von Ganzmeilensteinen: die hohen Säulen des 18. Jahrhunderts, die gekürzten Obelisken von 1822, die Teil des Plans der Umstellung der Steine in das neue Meilenmaß aus dem Jahr 1818 waren, und die sogenannten standardisierten Obelisken, die einer Musterform aus dem Jahr 1850 folgen. Obwohl diese nur im Ganzmeilenabstand gesetzt wurden, geht man von ungefähr 150 aufgestellten Steinen aus. Inwiefern die Zugehörigkeit zu Preußen ab dem Jahr 1866 noch Auswirkungen hatte, ist nicht völlig geklärt. Am 7. Oktober 1870 kam es zur Anordnung der Umsetzung der Steine ins neue Meilenmaß, das 7,500 Kilometern entsprach. Zudem sollten 159 neue Ganzmeilensteine gesetzt werden. Nullpunkte wurden in Hannover, Osnabrück, Hildesheim und Göttingen festgelegt.

#### Ostfriesland

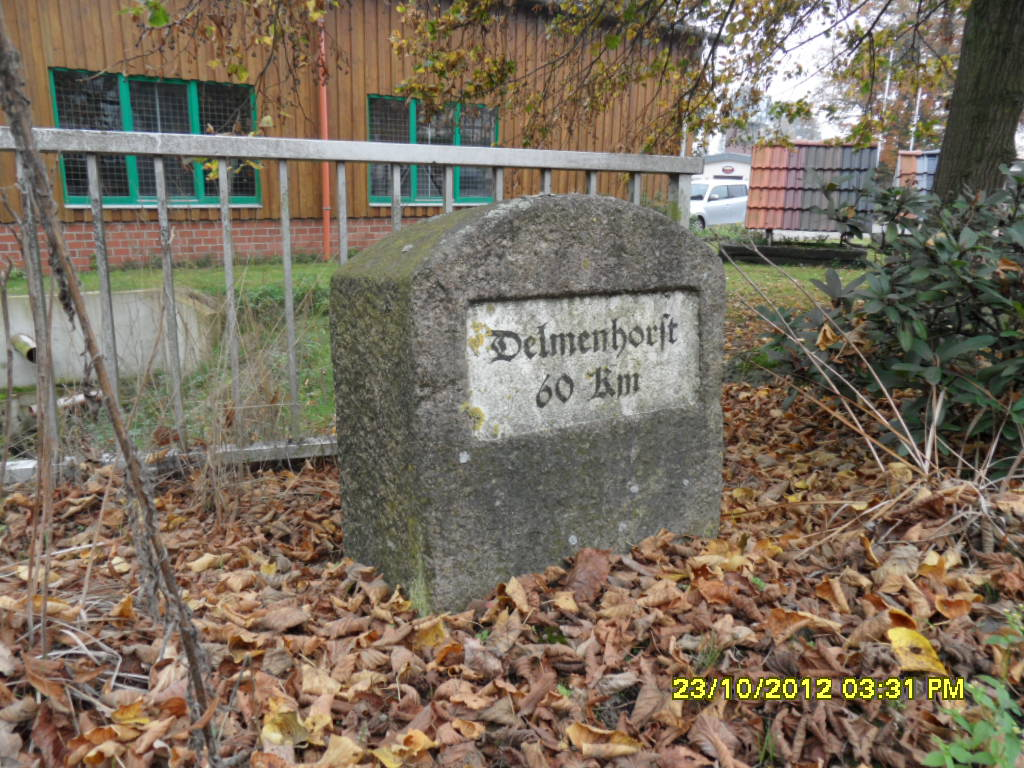
Oldenburgerer Meilenstein bei Hemmelte, Niedersachsen

Ostfriesland gehörte von 1815 bis 1866 zum Königreich Hannover. In dieser Zeit entstanden Pläne zur Aufstellung von hölzernen Meilensäulen. Nachweisbar sind diese für die Chausseen von Aurich nach Emden, von Aurich nach Leer, von Hesel nach Moorburg sowie von Utwerdum nach Norden. Unterschieden wurden ganze und halbe Meilensäulen sowie Nummernpfähle. Nullpunkt dieser Reihungen waren Posthäuser sowie ein Stadttor von Aurich. Bis zum Jahr 1836 entsprach die Meile 7420,439 Metern, danach 7419,205 Metern. Heute sind keine Meilensteine mehr erhalten. Später aufgestellte Kilometersteine sehen zwar ähnlich aus wie die historischen, sind aber keine ehemaligen Meilensteine.

#### Großherzogtum Oldenburg
Im Jahr 1821 erfolgte die Anordnung auf allen Poststraßen hier im Lande Meilensteine aufzustellen. Die Entfernung zwischen den Steinen entsprach der Geographischen Meile (7420,5 Meter). Die erste Chaussee entstand in den Jahren 1822 bis 1829 zwischen Oldenburg und Bremen. Bis 1855 erbaute man 14 Kunststraßen, die insgesamt 376 Kilometer lang waren. Die Meilensteine wurden ab 1874 als Fünf-Kilometer-Steine wiederverwendet. Eine Unterscheidung zwischen diesen und neuen Kilometersteinen bedarf genauer Vermessung der Steine, da sie einander sehr ähnlich sehen.

### Rheinland
Nachdem das Rheinland 1815 zur preußischen Rheinprovinz wurde, entstanden entlang des Mittelrheintals zwischen Köln und Mainz die Preußischen Meilensteine zur Entfernungsanzeige.

### Sachsen
Im Kurfürstentum Sachsen wurde unter August dem Starken und seinem Sohn im 18. Jahrhundert ein landesweites Netz an Meilensteinen errichtet, die kursächsischen Postmeilensäulen.

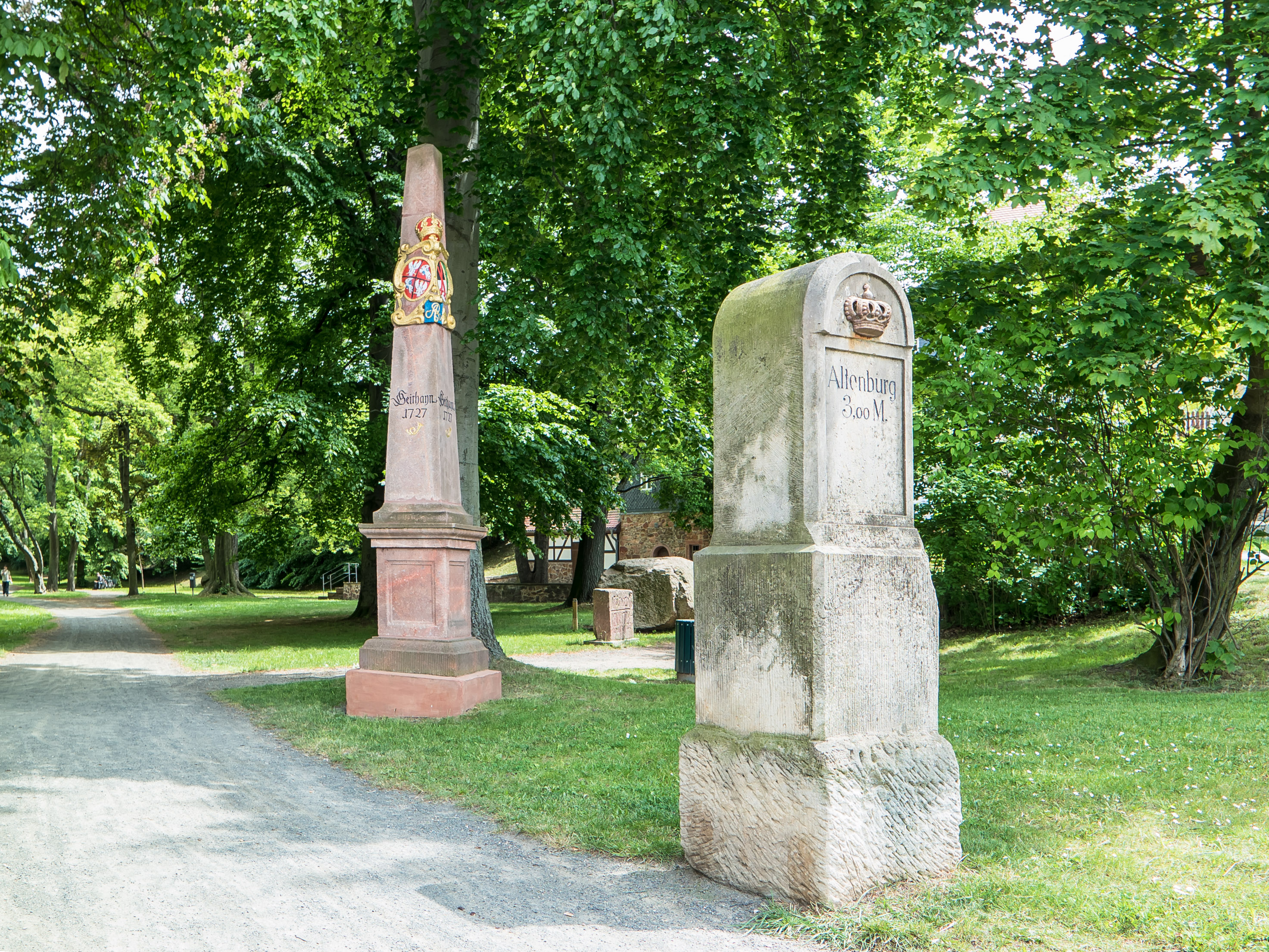
Kursächsische Postmeilensäule (Distanzsäule) und Königlich-sächsischer Meilenstein (Ganzmeilenstein) am Untertor in Geithain
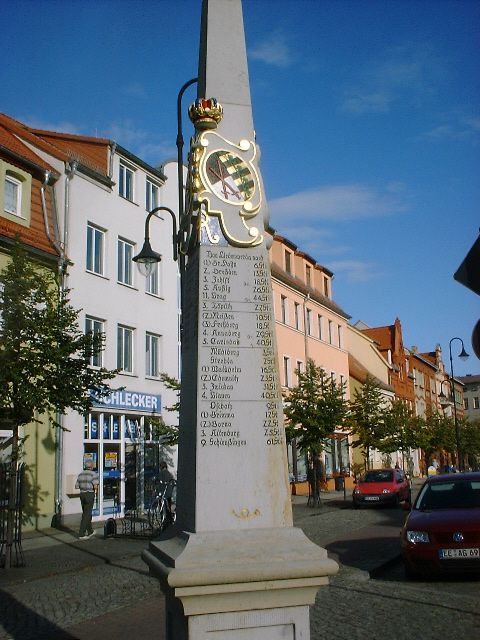
Kursächsische Postmeilensäule (Distanzsäule) in Bad Liebenwerda, Brandenburg
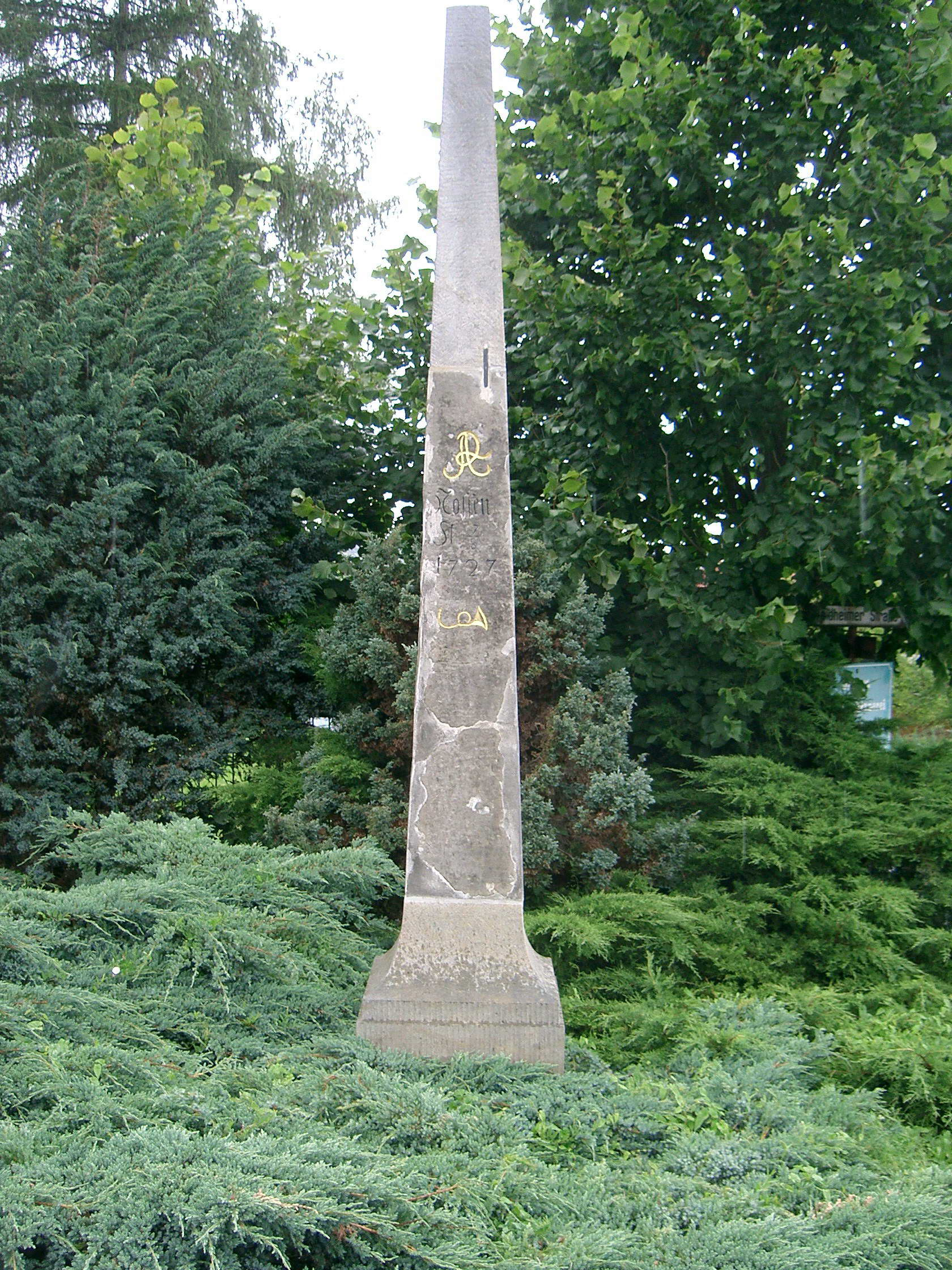
Kursächsische Postmeilensäule (Ganzmeilensäule) in Altzella bei Nossen, Sachsen
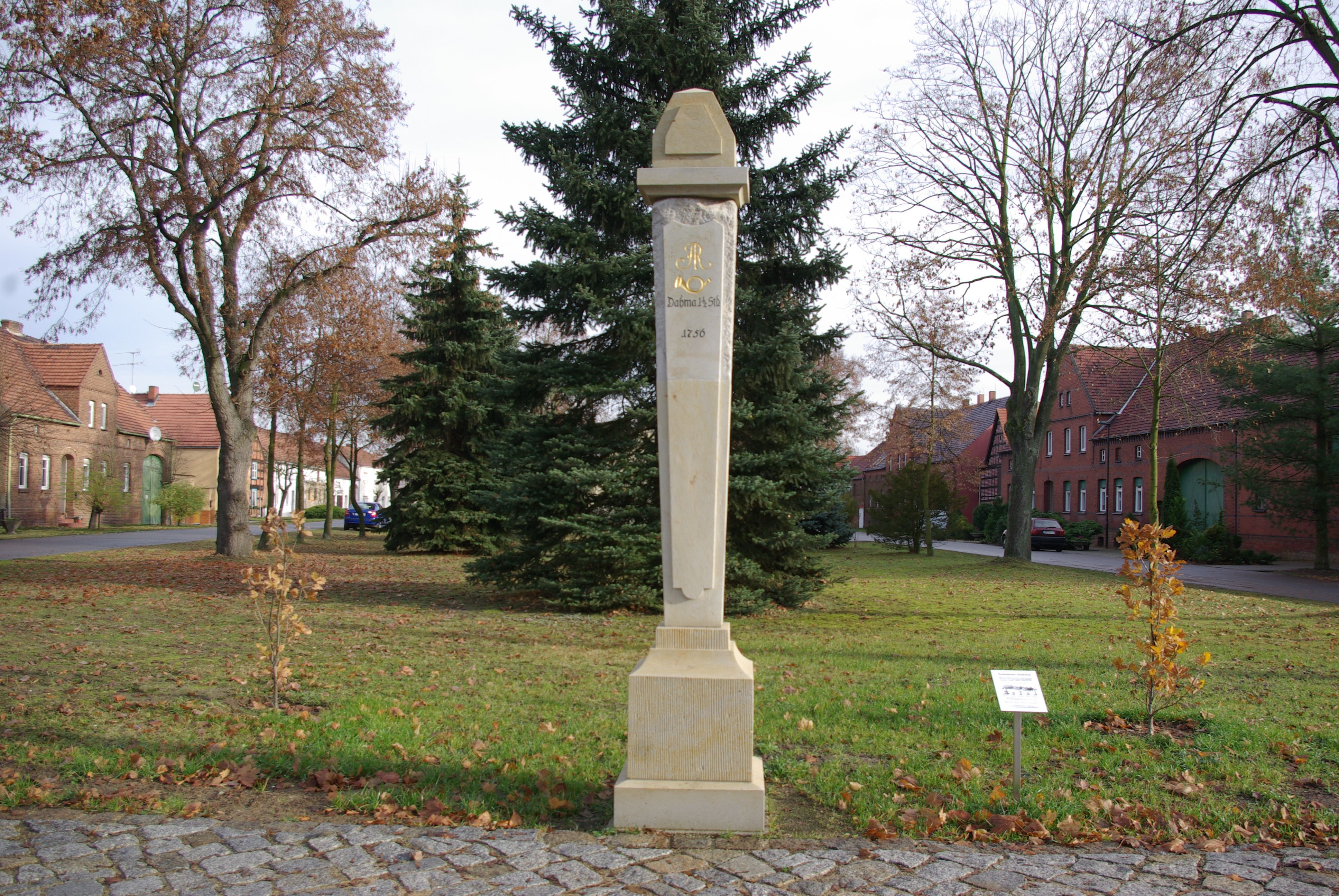
Ihlow, Ortsteil Illmersdorf, Brandenburg, Kursächsische Postmeilensäule (Halbmeilensäule)
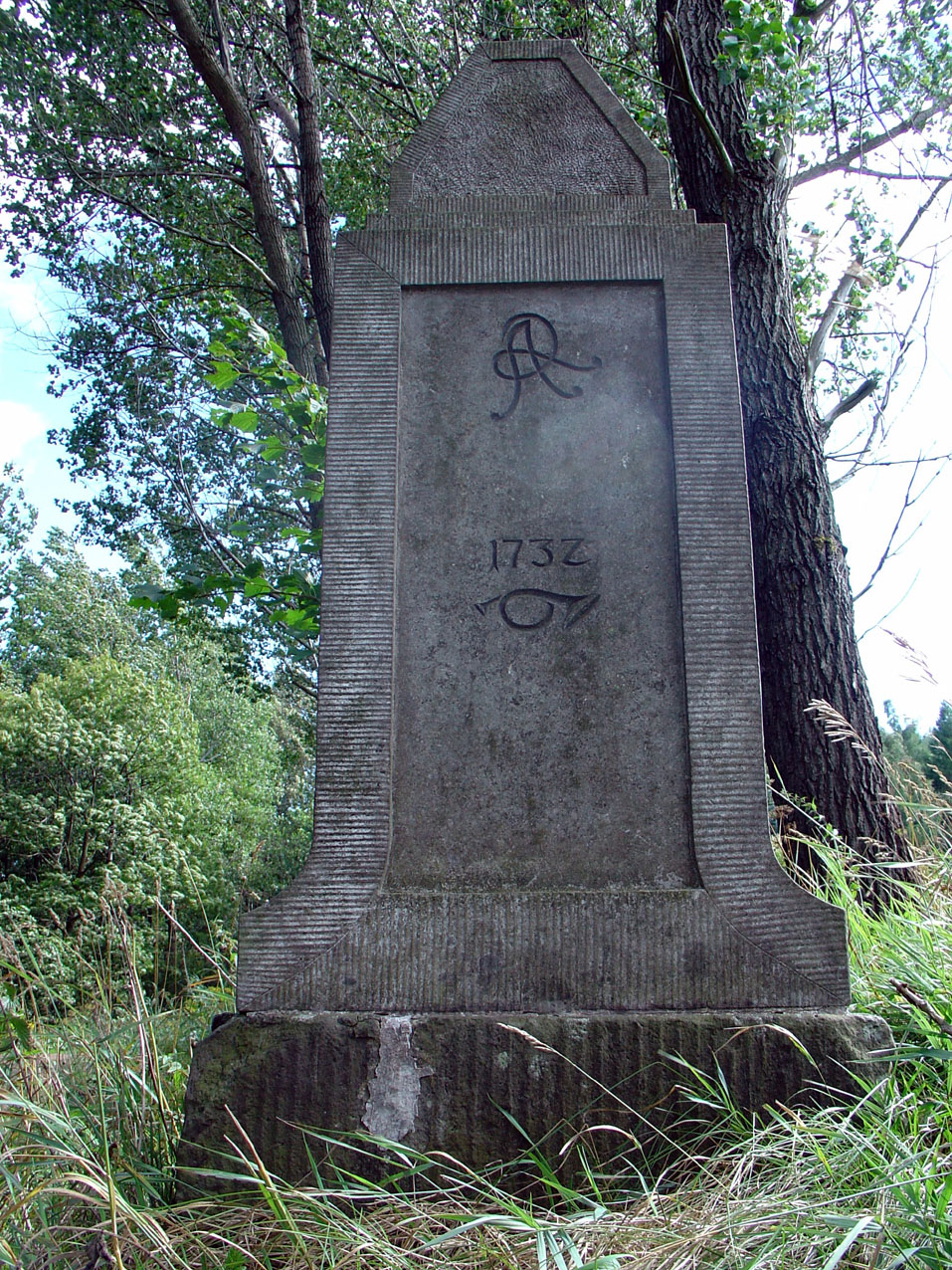
Kursächsische Postmeilensäule (Viertelmeilenstein) in der Harte von 1732, bei Liebenau, Sachsen
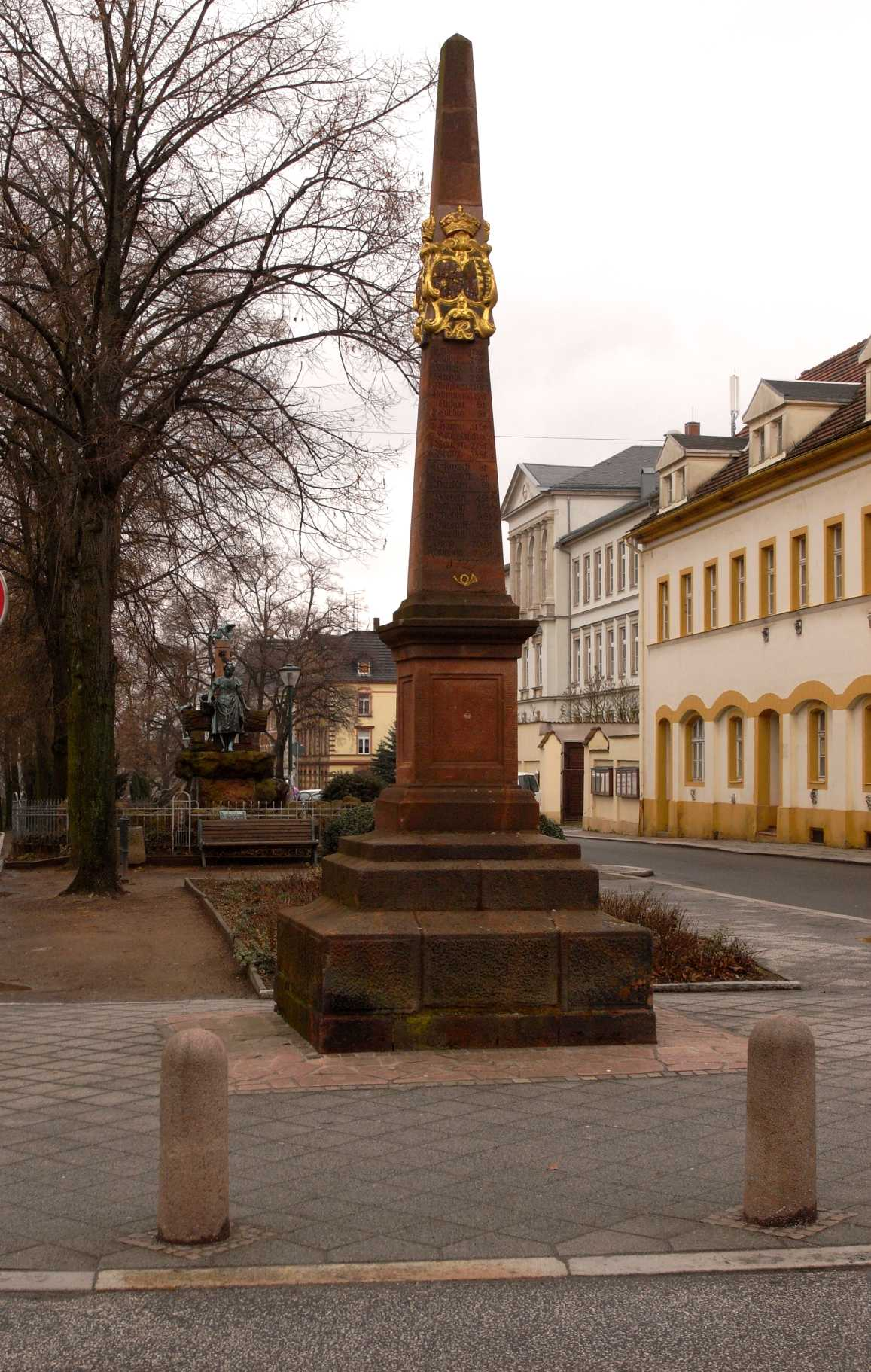
Kursächsische Postmeilensäule (Distanzsäule) in Leisnig

Königlich-sächsische Meilensteine
Nach der 1840 im Königreich Sachsen erfolgten Umstellung auf eine neue Länge der Meile, nämlich von 7,5 km, begann erst 1858 die Neuvermessung der Straßen und das Aufstellen neuer Entfernungssteine, die königlich-sächsische Meilensteine genannt werden. Stationssteine markieren den Ausgangspunkt einer Vermessung. Meilensteine und Halbmeilensteine wurden im Verlauf der Straße im dadurch gekennzeichneten Abstand aufgestellt. Beim Abzweig einer Nebenstraße, auf der eine Postroute verlief, von einer Hauptstraße wurde ein Abzweigstein aufgestellt. Grenzübergangssteine markierten die Grenzen Sachsens. Schon nach nur etwa 15 Jahren verloren diese Steine ihre Bedeutung, denn von 1875 an galt im Deutschen Reich das metrische System. Damit waren die Meilensteine Geschichte. Diese Umstellung auf das metrische System führte oftmals zur Umgestaltung der Meilensteine und zu Änderungen der Angaben auf den Meilensteinen. Im Vergleich zu den kursächsischen Postmeilensäulen sind die Steine aus der Mitte des 19. Jahrhunderts eher schmucklos. Auch deswegen wurden sie nicht überall als Denkmale angesehen, erhalten und gepflegt. Nach 1990 restaurierte die sächsische Straßenbauverwaltung vielfach die erhalten gebliebenen Meilensteine und platzierte sie, so weit dies möglich war, wieder an den ursprünglichen Aufstellungsorten.

#### Sächsische Eisenbahnmeilensteine
Die erste deutsche Ferneisenbahn Dresden–Leipzig wurde von 1835 bis 1839 erbaut. Vermutlich standen entlang dieser, wie auch an anderen Strecken, Meilensteine, da das „Musterblatt Z 289“ aus der Zeit um 1860, heute im Verkehrsmuseum Dresden aufbewahrt, unterschiedliche Typen von Eisenbahnmeilensteinen darstellt. Unterschieden wird hier in Ganzmeilenstein, Zehntelmeilenstein – je mit halbrundem Kopf – und Stationsstein, der die 1/100-Meile markierte und einen abgeschrägten Kopf besaß.

### Sachsen-Anhalt
Aufgrund der deutschen Kleinstaaterei gibt es in Sachsen-Anhalt drei voneinander unabhängige Meilensteinsysteme: Das preußische, das anhaltische und das kursächsische. Die kursächsischen Postmeilensäulen sind hierbei die ältesten, stammen aus den 1730er Jahren und finden sich im Südosten des Bundeslandes. Zu den wenigen erhaltenen Exemplaren zählen der Viertelmeilenstein in Bad Lauchstädt, die Postmeilensäule in Brehna oder die Postmeilensäule in Landsberg. Die anhaltischen Meilensteine befinden sich im zentralen Teil (siehe separater Abschnitt) und die preußischen Meilensteine im großen Rest des Landes. Sie sind zum Großteil in der ersten Hälfte des 19. Jahrhunderts aufgestellt worden. Zählungen der Forschungsgruppe Meilensteine ermittelten 329 Meilensteine in Sachsen-Anhalt (Stand: Ende 2002). Diese stehen unter Denkmalschutz, sind aber dennoch ständig in ihrem Bestand bedroht. So wurden immer wieder versehentlich Meilensteine zerstört, etwa in Merseburg-Nord (1998) oder in Halle-Trotha (1999).
Aufgrund der großen Anzahl der Meilensteine gibt es auch eine größere Formenvielfalt. So existieren zahlreiche preußische und anhaltische Rundsockelsteine, etwa bei Morsleben, bei Frößnitz (beide preußisch), in Görzig oder bei Münchenhof (beide anhaltisch). Dazu kommen Würfel mit Obeliskaufsatz (beispielsweise bei Nauendorf, in Grube Ferdinande oder bei Magdeburg) sowie rote Ganzmeilenobelisken, die bis zu vier Meter hoch sind (z. B. in Halle-Ammendorf, in Weißenfels oder auch in Merseburg), und sechskantige Ganzmeilensteine (etwa bei Landsberg, bei Roitzsch oder in Bitterfeld). Des Weiteren gibt es glockenförmige Halb- und Viertelmeilensteine aus rotem Sandstein, etwa in Schkopau, bei Seeburg (beides Halbmeilensteine), bei Emseloh oder am Kernersee (je Viertelmeilensteine) und würfelförmige Steine, bei denen nicht restlos geklärt ist, ob sie ebenfalls Obelisken waren. Vereinzelt weichen zudem Steine von diesen Formen ab, etwa der Ganzmeilenstein in Langenbogen.

#### Herzogtum Anhalt
Eine genaue Angabe über den Beginn der Straßenvermessung und der damit einhergehenden Errichtung der Meilensteine gibt es nicht. Den ersten Hinweis aus alten Unterlagen liefert eine Meldung der Polizei: „… am Sonntag, dem 13. November 1853, der Meilenstein zwischen Bobbau und Heidekrug, der erst vor einigen Wochen neu gesetzt wurde, umgefahren ist.“. Aus Akten aus dem Jahr 1858 geht hervor, dass „Wege mit Stations- und Meilensteinen bestellt“ sind.

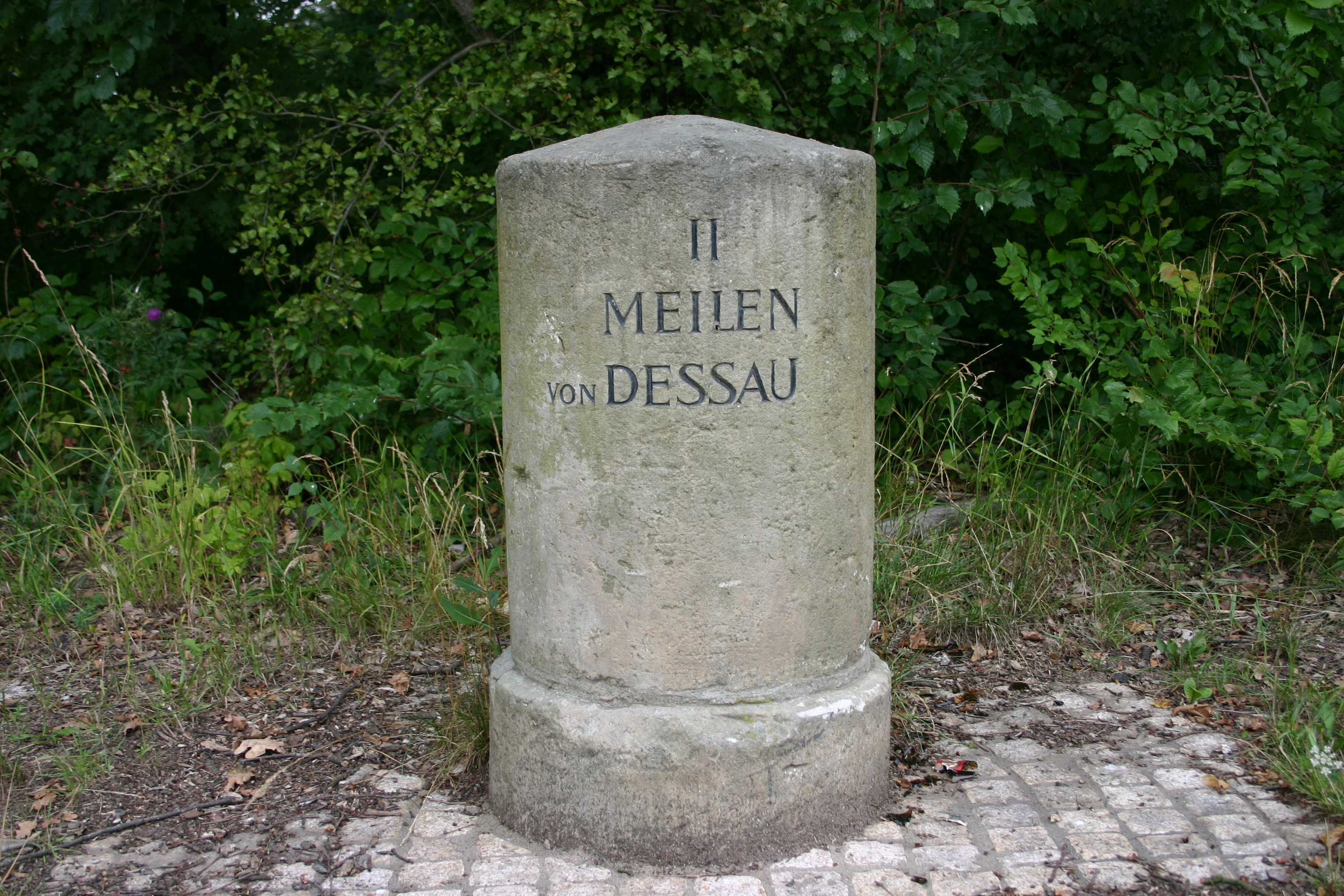
Anhaltischer Meilenstein bei Wörlitz

Zu Beginn des Jahres 1871 wurde mit der Neuvermessung der in anhaltischer Staatsverwaltung verbliebenen Straßen gemäß der Maaß- und Gewichtsordnung für den Norddeutschen Bund aus dem Jahre 1868 begonnen. Am 18. Mai 1871 berichtete die Herzogliche Bauverwaltung an den Geheimen Baurat von Vieth: „Die Vermessung und Eintheilung der Straße von Dessau nach Cöthen nach dem Metermaße und die dementsprechende Einsetzung der Stationssteine ist im Dessauer Kreis nunmehr ausgeführt worden.“ Aus dem Bericht geht ebenfalls hervor, dass als Ausgangspunkt für die Vermessung das Standbild des Fürsten Leopold auf dem großen Markt in Dessau diente. Dies wurde in den „Bemerkungen zum Erlaß des Preußischen Handelsministers über die Nummerierung der Staatsstraßen vom 7. September 1870“ mit den Worten: „Für das Herzogtum Anhalt befindet sich der Nullpunkt für die Abmessungen und für das Nummerieren der Hauptstraßen in der Stadt Dessau als dem Sitze der Regierung …“ nochmals eindeutig festgelegt.

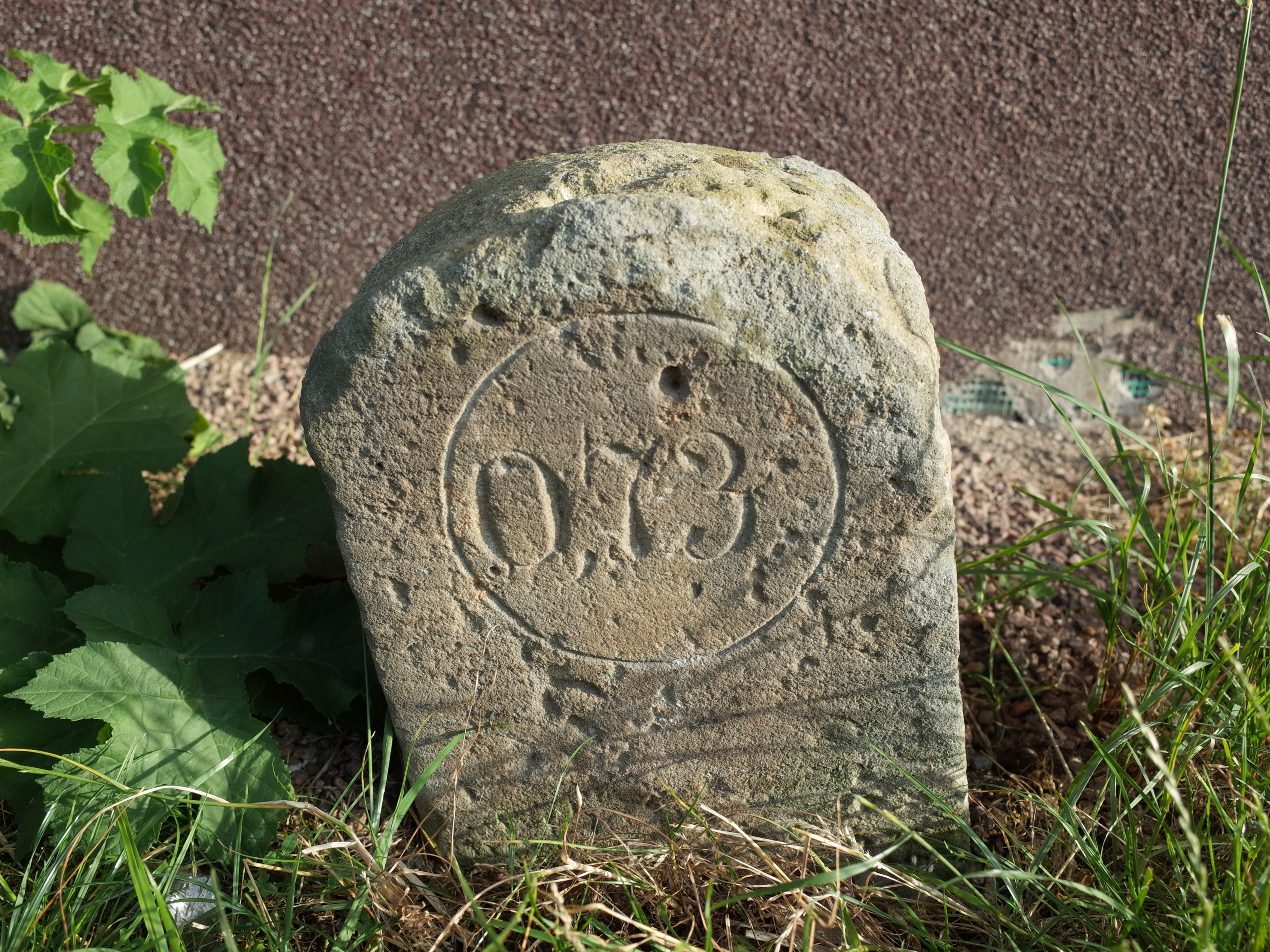
Anhaltischer Stationsstein

Bei der Vermessung wurden als unterteilende Einheiten alle 75 Meter sogenannte Stationen gesetzt. Die Stationssteine wurden gemäß ihrem Standort nummeriert, wobei die Zahl vor dem Komma die Meile von Dessau her angab und die Zahl nach dem Komma anzeigte, die wievielte Station der jeweiligen Meile sie war.
Die Vermessung wurde mit Hilfe von Messketten (auch Feldketten genannt) vorgenommen. Aus dem Landeshauptarchiv Sachsen-Anhalt, Abteilung Dessau ist ein Kostenvoranschlag der Firma Schmidt Werkstatt für mathematische und optische Instrumente aus Halle bekannt, in dem Ketten angeboten wurden, die 20 Meter lang, auseinanderzunehmen in 5- und 10-Meter-Stücke, die einzelnen Glieder mit ½ Meter Länge und 10-Zentimeter-Teilung. Die herzogliche Bauverwaltung kaufte solche Ketten zum Stückpreis von 5 Talern 15 Silbergroschen. Die Gesamtkosten der Vermessung wurden mit 1.529 Talern und 27 Silbergroschen veranschlagt. Die Vermessung wurde im Baukreis Dessau begonnen und im April 1872 abgeschlossen. Die einzige Ausnahme bildete die Selketalstraße, welche laut Anordnung vom 26. Oktober 1872 nicht vermessen werden sollte, da sich nach dem Ende des Norddeutschen Bundes abzeichnete, dass durch neue Reichsgesetze neue Bestimmungen erlassen werden würden. Am 17. August 1868 beschloss der Norddeutsche Reichstag die Einführung einer neuen Maß- und Gewichtsordnung, welche am 1. Januar 1872 in Kraft treten sollte. Darin wurde das Entfernungsmaß für eine Meile auf 7.500 Meter festgelegt und dementsprechend das Rutenmaß auf 3,7500 Meter verkürzt. Bereits am 7. Dezember 1873 wurde diese Maß- und Gewichtsordnung des Norddeutschen Bundes per Reichsgesetz aufgehoben. Fortan galt die neue Einteilung in Metern, Kilometer und Myriameter, wobei 1 Myriameter der Entfernung von 10 Kilometern entsprach. All diese Festlegungen hatten Einfluss auf die Vermessung der Straßen und somit auch auf die Errichtung der Meilensteine.

#### Preußische Eisenbahnmeilensteine
Da in Sachsen-Anhalt viele frühe Eisenbahnlinien zu finden sind, darunter die zweite deutsche Ferneisenbahn Magdeburg-Halle-Leipzig (1838–1840), die an diese in Köthen anschließende Bahnstrecke Berlin-Anhalt (1839–1841), die Bahnstrecke Braunschweig–Magdeburg (1842–1843), die 1846 fertiggestellte Bahnstrecke Berlin–Magdeburg sowie die – im heutigen Sachsen-Anhalt ebenfalls 1846 eröffnete – Thüringische Eisenbahn von Halle nach Gerstungen, befanden sich dort auch an relativ vielen Strecken Eisenbahnmeilensteine, die jeweils in den staatlich verordneten Bahn-Polizei-Reglements in einem eigenen Paragraphen vorgeschrieben wurden. Während im Straßenverkehr bereits seit 1837 aus Kostengründen auf Viertel- und Halbmeilensteine verzichtet wurde und die Meile dort ausschließlich mit Nummersteinen in hundert Abschnitte unterteilt wurde, sind in den Anordnungen für die zwar staatlich genehmigten, aber durch Eisenbahngesellschaften errichteten Eisenbahnlinien zunächst auch Viertel- und Halbmeilensteine neben den Nummersteinen vorgesehen gewesen. Diese können teilweise auch durch Karteneinträge nachgewiesen werden. Da die Eisenbahnen in der Zeit der Umstellung auf den Kilometer als neues Längenmaß bereits verstaatlicht waren, wurden die Meilensteine offenbar im sehr viel größeren Stil abgebaut als entlang der Straßen. Vermutete Weiternutzungen als Kilometersteine wurden erstmals in den späten 1980er Jahren diskutiert, da einige Steine in der Form von den typischen Eisenbahnkilometersteinen abweichen. Der einzige bekannte erhaltene Eisenbahnmeilenstein Deutschlands befindet sich heute in der Lutherstadt Wittenberg und markierte einst die Entfernung XV Meilen von Berlin. Dort befindet sich auch einer der vier anderen Steine, die um 1990 mutmaßlich als Eisenbahnmeilensteine identifiziert wurden. Es ist möglich, dass es weitere erhaltene Eisenbahnmeilensteine gibt. Im Unterschied zu den meist quadratischen oder runden Chaussseemeilensteinen waren Eisenbahnmeilensteine achteckig.

### Mecklenburg-Vorpommern
Ähnlich wie in Sachsen-Anhalt gibt es in Mecklenburg-Vorpommern sowohl Rundsäulen (vor allem im historischen Mecklenburg-Strelitz) als auch viereckige Obelisken (in den Territorien Vorpommern und Mecklenburg-Schwerin). Die Zählung der Forschungsgruppe Meilensteine ergab im Jahr 2003 für das heutige Mecklenburg-Vorpommern 446 erhaltene Meilensteine, davon 239 Ganzmeilensteine (davon 61 Rundsäulen; Stand: Ende 2002). Ihre Herkunft konnte nicht immer geklärt werden, doch mehr als die Hälfte wurde in Mecklenburg-Schwerin errichtet (224), 93 konnten Preußen zugewiesen werden und 31 Mecklenburg-Strelitz.
Die größte Formenvielfalt besteht in Mecklenburg-Schwerin, da man es hier oft Aktiengesellschaften überließ, die Chausseen zu bauen. Diese durften dann individuelle Formen für ihre jeweilige Straße einführen. In Mecklenburg-Strelitz wurde hingegen der Rundsockelstein im Jahr 1834 als Standardform eingeführt. Entlang der Straße von Neubrandenburg über Teterow und Güstrow nach Rostock gibt es die Besonderheit, dass bei der Umstellung auf Kilometer die neuen Fünf-Kilometer-Steine an der nördlichen Straßenseite aufgestellt wurden, wohingegen die Meilensteine an der südlichen Seite standen. Aber immer dort, wo ein 2-Meilen-Punkt vorkam, also alle 15 Kilometer, wurde der Meilenstein auf die Nordseite gesetzt und zum 5-Kilometer-Stein gemacht. In Vorpommern wurden nach 1874 wohl alle Meilensteine ins Kilometersystem umgesetzt. Sonderformen von Steinen gibt es in Vorpommern auf Rügen und im Raum Damgarten. Die preußischen Steine finden sich vor allem an den Straßen im Osten Vorpommerns, die von Stettin ausgehen. Der letzte erhaltene Rundsockelstein Vorpommerns verschwand Anfang der 1990er Jahre.

### Hamburg
Die freie Hansestadt Hamburg ließ eigene Meilensteine setzen, deren Bestand im Jahr 1843 mit 693 Exemplaren angegeben wurde. Das erklärt sich daraus, dass man die Steine nicht in den sonst üblichen Abständen von Viertelmeilen, sondern im Abstand von Hundertstel Meilen aufstellte. Mit der Umstellung auf die neue Meile, die 7,5 Kilometer lang war, entschied man im Jahr 1870, den Nullpunkt der Straßen von den jeweiligen Stadttoren in das Stadtzentrum zu verlegen und wählte hier die Börse als Ausgangspunkt der Meilenzählung.

### Schleswig-Holstein
Der Bau der älteren Kunststraßen in Holstein wurde vom dänischen König / der dänischen Verwaltung angeordnet. Daher finden sich entlang der Chausseen Altona-Kiel, Altona-Lübeck oder auch Altona-Neustadt dänische Meilensteine. Es wurde aber mittlerweile auch nachgewiesen, dass in der preußischen Zeit ab 1867 in Holstein weitere Meilensteine aufgestellt wurden. Zudem gab es in der freien Hansestadt Lübeck das Bestreben der Setzung eigener Meilensteine, das in einem Schreiben aus dem Jahr 1844 konkret belegbar ist. Schon ab dem Jahr 1817 lässt sich nachweisen, dass sich Lübeck um den Bau von Chausseen bemühte. Die bis 1870 gesetzten Meilensteine mussten mit der Umstellung auf die neue Meile umgesetzt werden, doch scheinbar hat man stattdessen neue Steine auf der anderen Straßenseite gesetzt, über deren Verbleib und Aussehen bisher nichts bekannt ist.

### Thüringen

#### Sachsen-Weimar
Im ehemaligen Herzogtum Sachsen-Weimar wurden Meilensteine nach 1775 aufgestellt. Nach preußischem Vorbild wurden Ganzmeilensteine und wahrscheinlich auch Halb- und Viertelmeilensteine aus Sandstein gestaltet. Die Initialen „CA“ für „Carl August“ sind meist darauf zu finden. Es sind nur wenige (aktuell sechs) Exemplare bekannt, wie der Meilenstein bei Ramsla an der L 1054 und der Ganzmeilenstein bei Schwabsdorf an der B 87 mit der Aufschrift "I MEILE VON WEIMAR CA".

Meilensteine in Deutschland (ohne Sachsen)
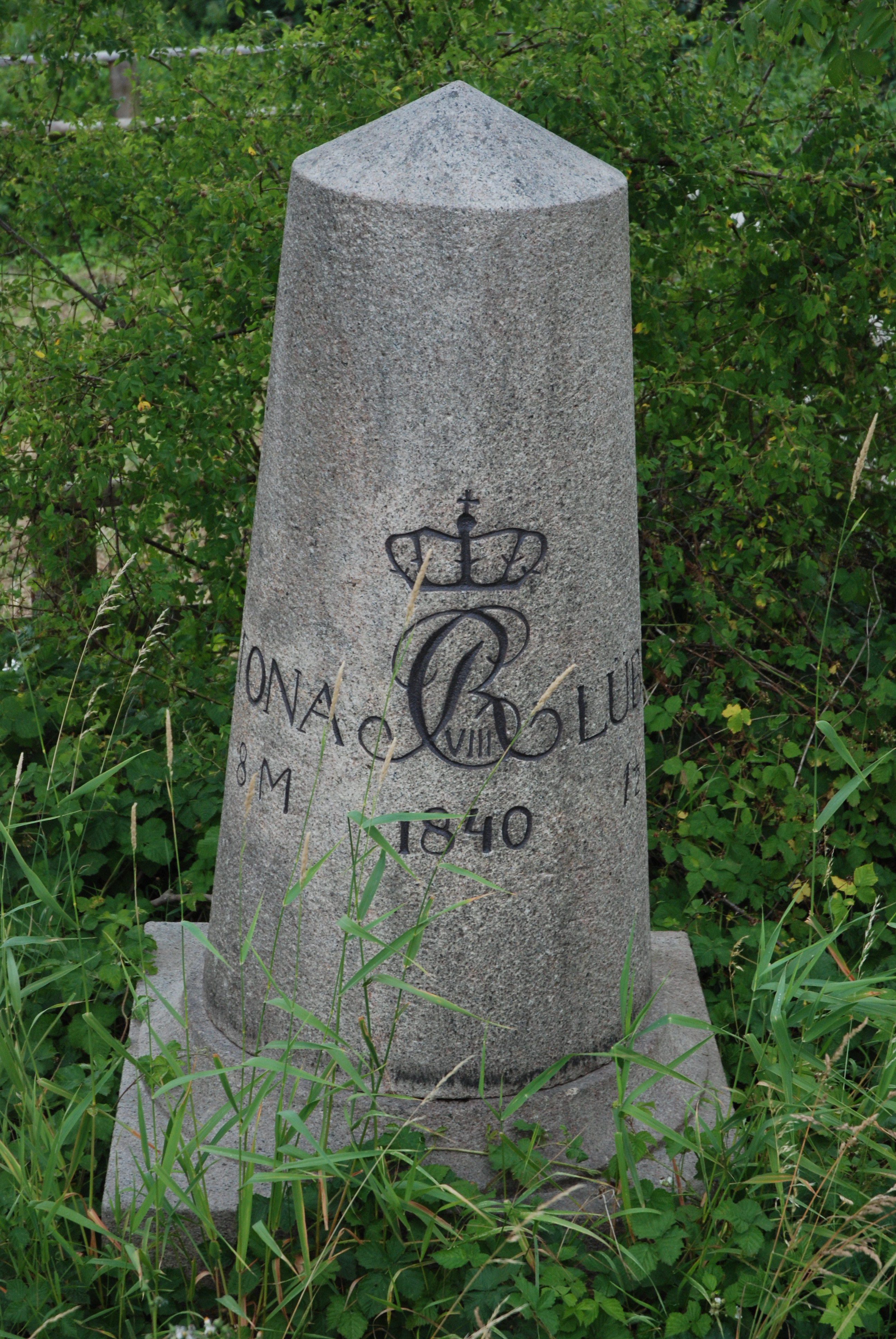
Dänischer Meilenstein bei Herweg, Schleswig-Holstein
Historischer Meilenstein in Bielefeld-Ummeln, Nordrhein-Westfalen
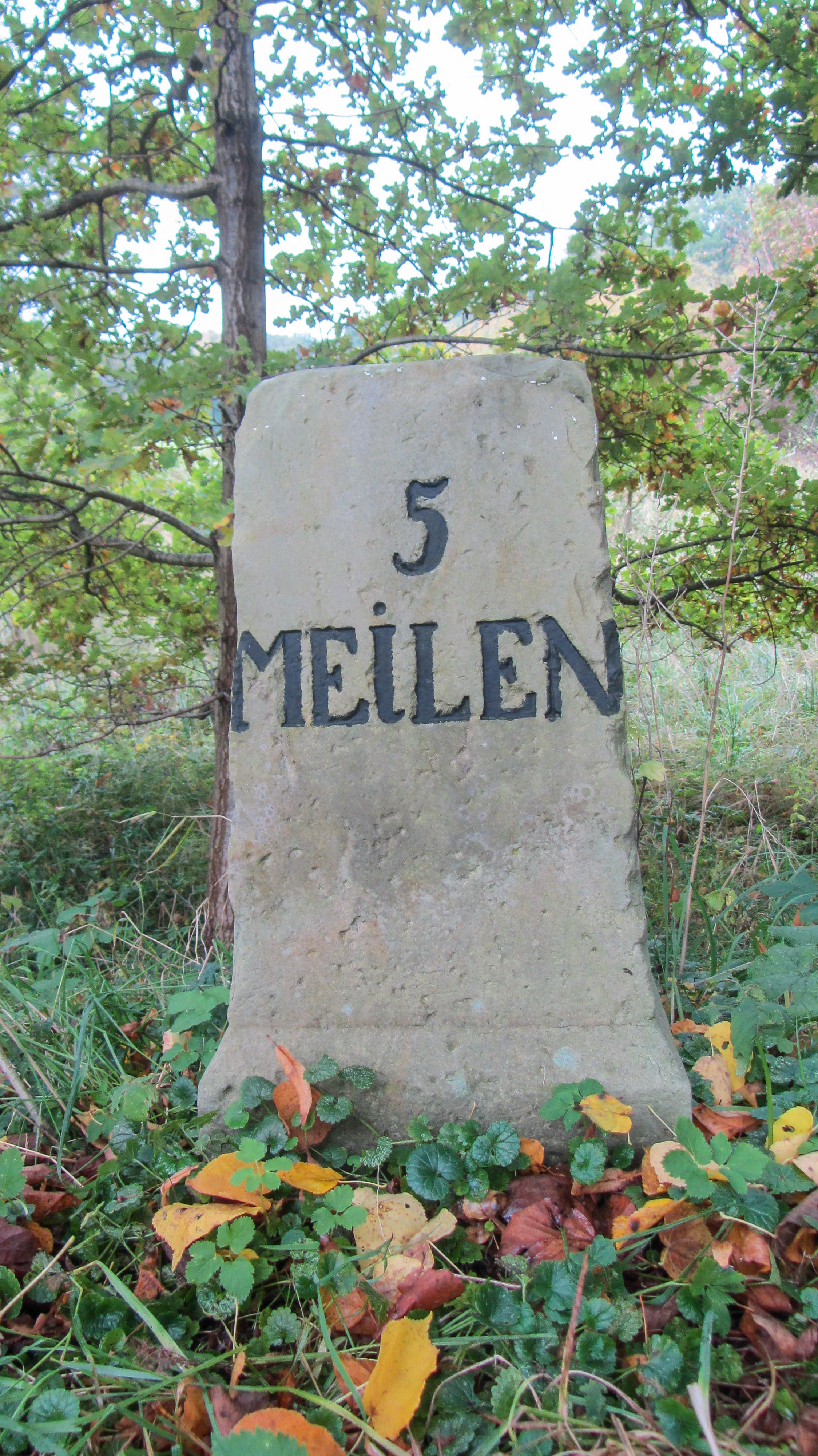
Hannoverischer Ganzmeilenstein Holdenstedt, Niedersachsen
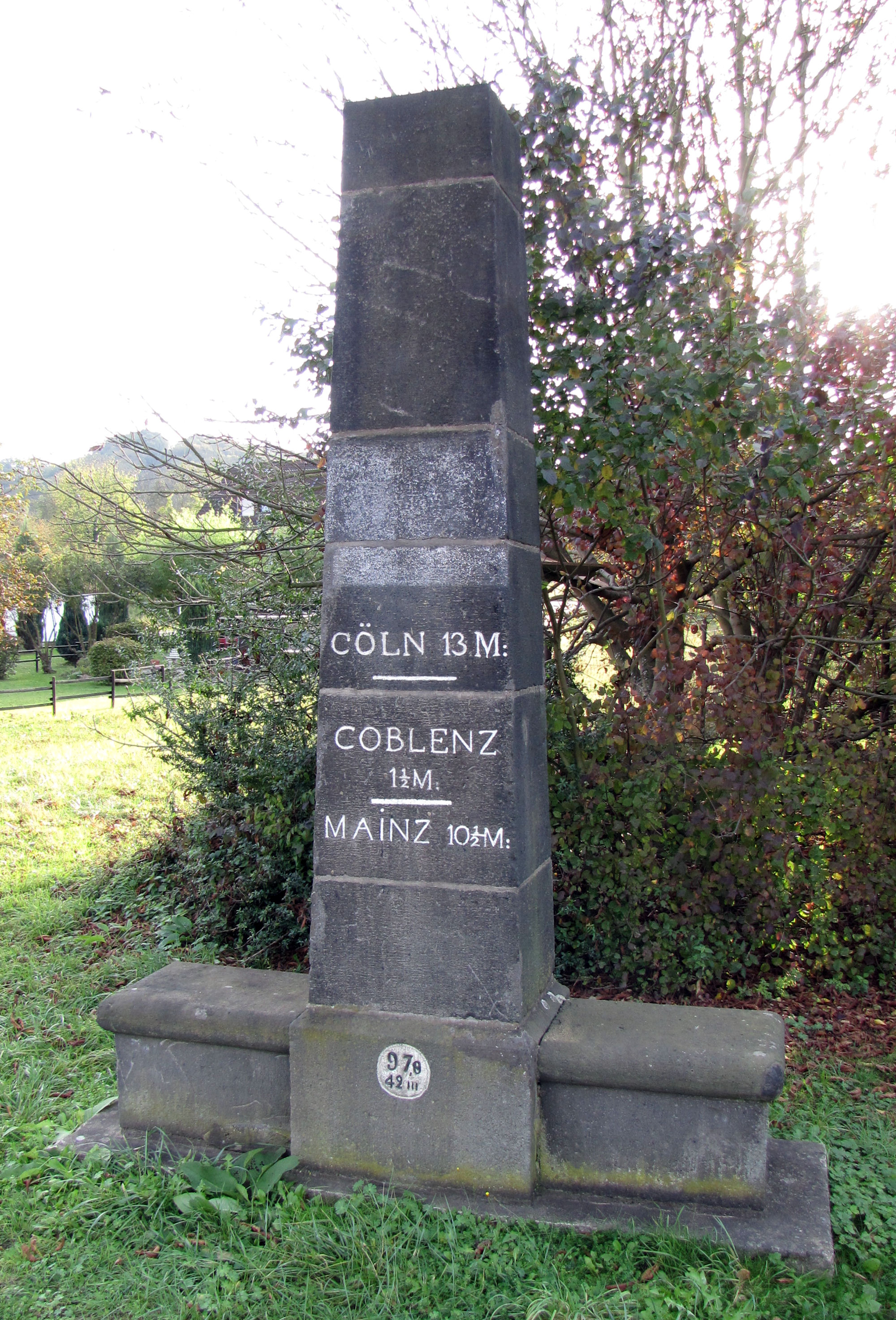
Preußischer Meilenstein nahe Brey, Rheinland-Pfalz
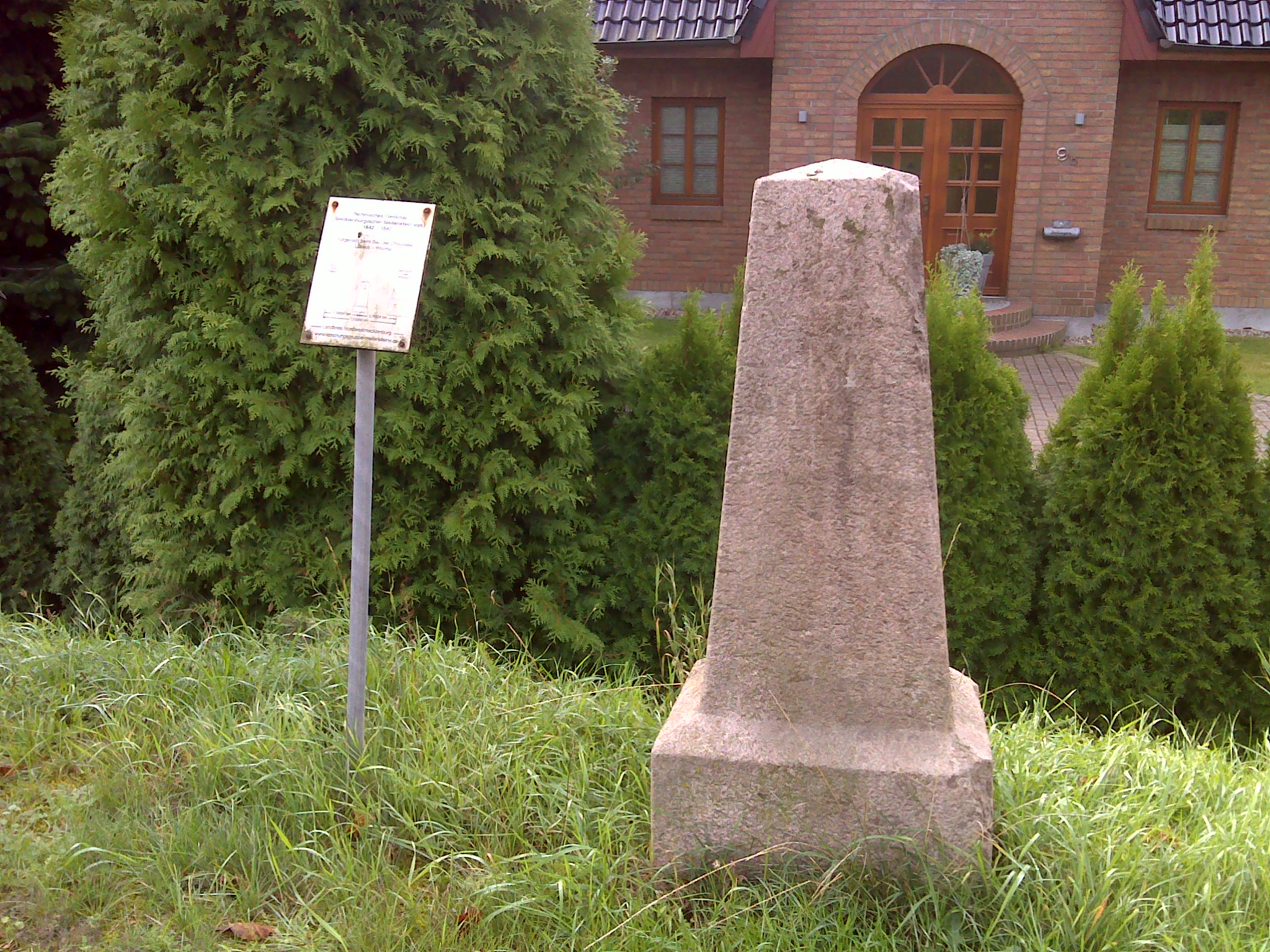
Mecklenburg-Schweriner Meilenstein in Neu Degtow, Mecklenburg-Vorpommern
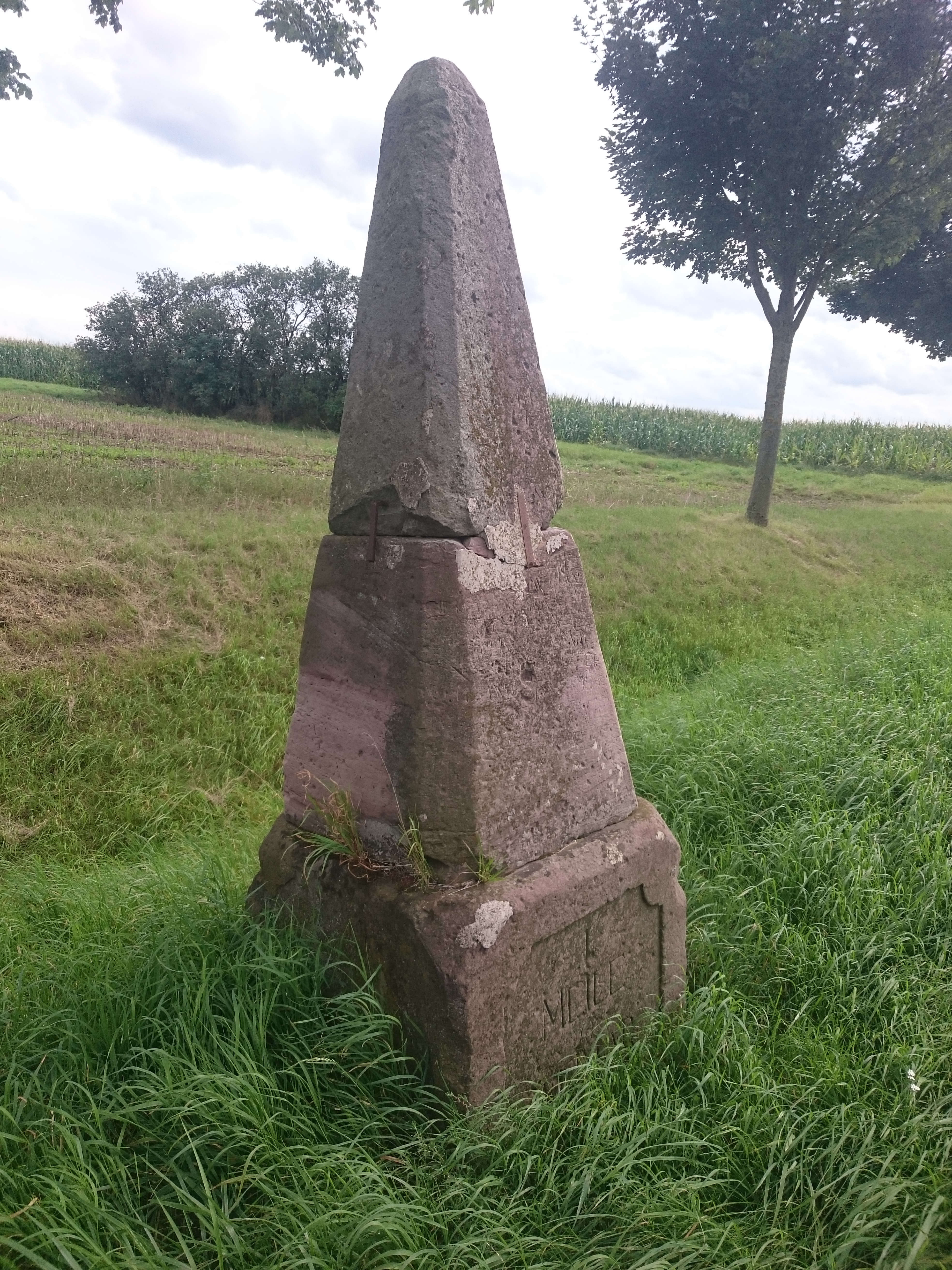
Sachsen-Weimarischer Meilenstein in Schwabsdorf-Wiegendorf, Thüringen
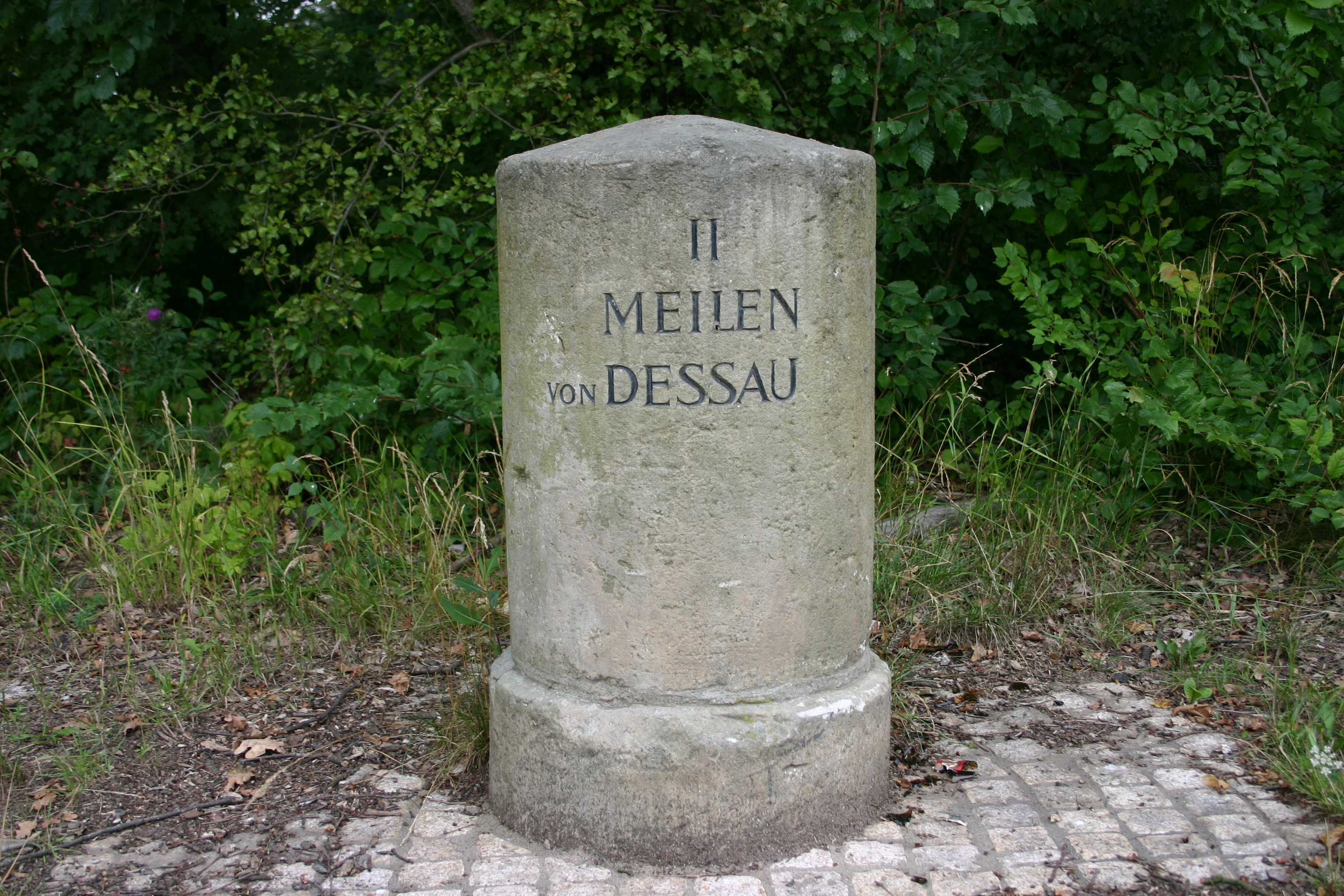
Anhaltischer Rundsockelstein bei Wörlitz, Sachsen-Anhalt
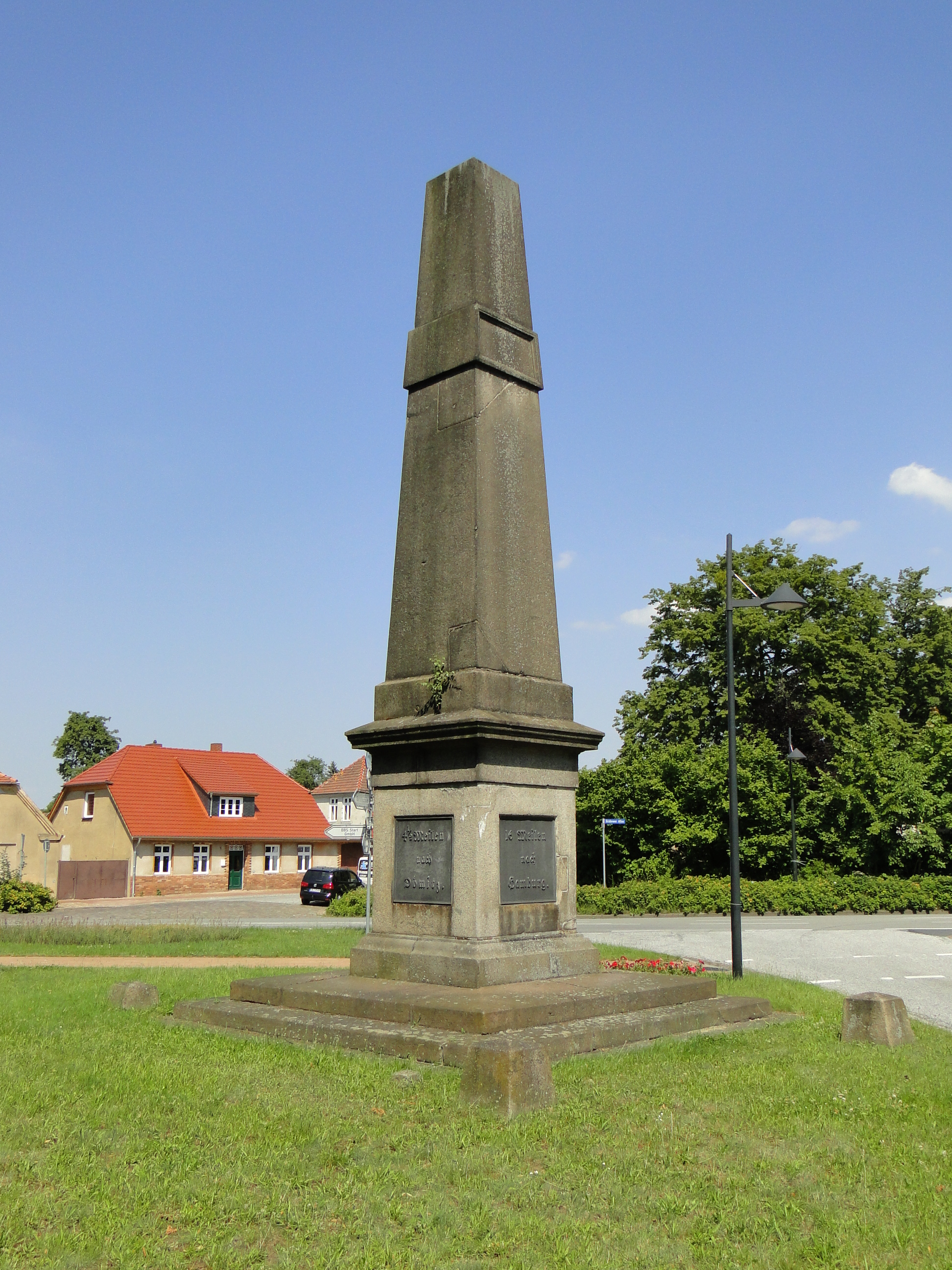
Hauptmeilenstein in Ludwigslust, Mecklenburg-Vorpommern
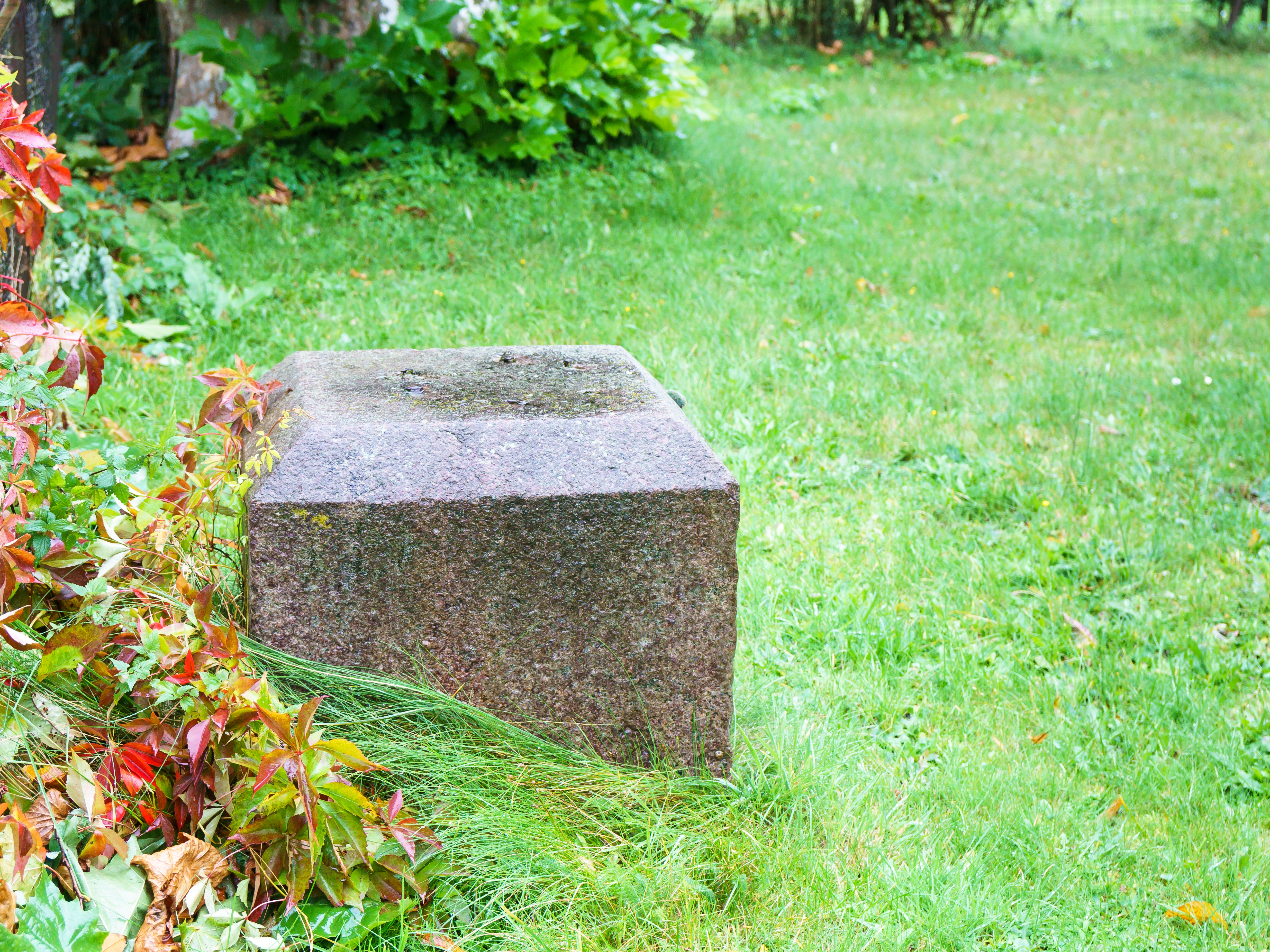
Würfelförmiger, preußischer Meilenstein in Barsikow, Brandenburg
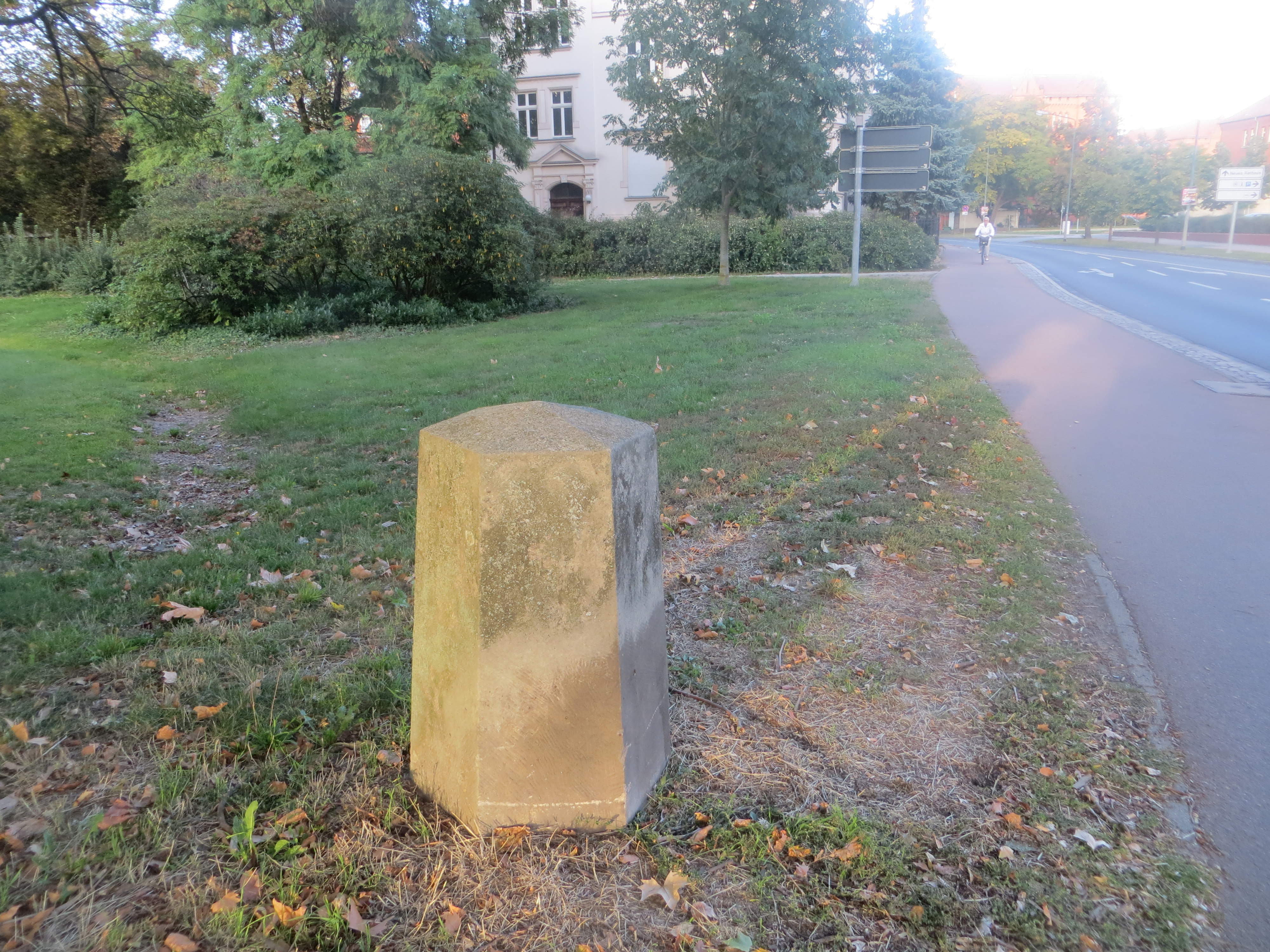
Sechskantiger, preußischer Meilenstein in der Lutherstadt Wittenberg, Sachsen-Anhalt
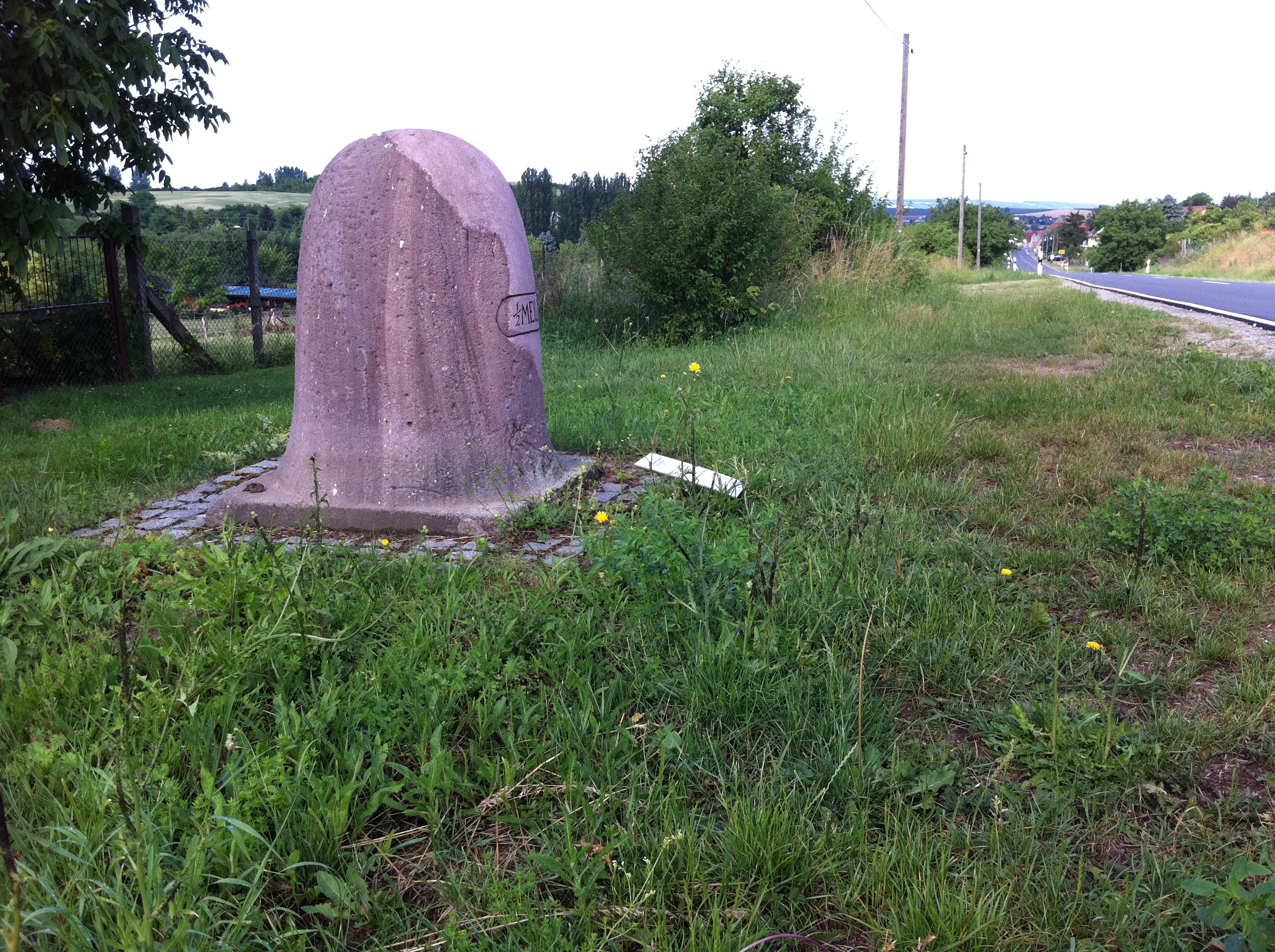
Glockenförmiger, preußischer Meilenstein in Seeburg, Sachsen-Anhalt

## Neuzeit: übriges Europa

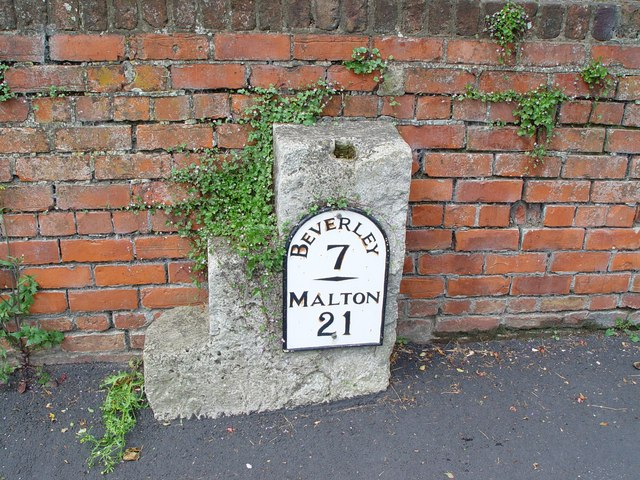
Meilenstein in Yorkshire, England

### England
In England gibt es aus nachvollziehbaren Gründen sehr viel mehr erhaltene Meilensteine als in Deutschland, da die Meile dort bis heute gültiges Längenmaß ist und somit ein Erhalt der Steine sehr viel länger notwendig war als anderswo in Europa. Während Meilensteine in Deutschland ab den 1870er Jahren überflüssig wurden, da man Kilometer als Längenmaß einführte, begann die besonders starke Verbreitung der Meilensteine in England erst mit dem Aufkommen des Automobils, da nun zahlreiche neue Straßen gebaut wurden.
Aus der römischen Zeit in England sind hingegen nur sehr wenige Meilensteine erhalten. Bekannt sind mindestens zehn, die zum Großteil aber museal aufgestellt sind. Nur zwei Steine am Hadrianswall und einer in Temple Sowerby stehen an Originalstandorten. Auf der Straße zwischen London und Oxford standen ebenfalls Distanzsäulen, die Lapides. Ähnlich den römischen Miliaria war auf diesen die von der Hauptstadt aus gemessene Entfernung in römischen Ziffern angebracht.
Als Neubeginn wird das Jahr 1697 angesehen, in dem König William III. die Aufstellung der Moorland Guide Stones and Mark Stones initiierte. Diese dienten zur Orientierung in den Moor- und Torfgebieten. Einen weiteren Bedeutungszuwachs erhielten diese durch das Aufkommen der königlichen Post. Die heutige B 1368 war eine der ersten Straßen, die mit Meilensteinen markiert wurden. Die in dem 15 englische Meilen langen Abschnitt zwischen Cambridge und Barkway erhaltenen Steine sind als Trinity Hall series bekannt. Als im Jahr 1802 schließlich der Ingenieur Thomas Telford mit dem Aufbau eines Straßennetzes beauftragt wurde, entstanden allein bis zum Jahr 1830 1.500 Kilometer Chausseen. Zudem entwickelten sich in dieser Zeit Mautstraßen, die ebenfalls Meilensteine erhielten, was dazu führte, dass es keine einheitliche Form gab, denn die Zollverbände nutzten oft regionale Materialien.
In England wurden Meilensteine teilweise auch in Form einer kleinen Treppe gefertigt und dienten so als Hilfe zum Aufsteigen auf Pferde.

### Polen
In Polen haben sich vor allem preußische Meilensteine erhalten. Diese finden sich sowohl museal als auch an Straßenrändern. Die systematische Erfassung ist im Gange. Besondere Verdienste erwarb sich hierbei Zbigniew Czarnuch mit seinem Park der Wegweiser und Meilensteine der Kulturen (Park Drogowskazów i Słupów Milowych Cywilizacji), den er 1994 in Witnica gründete und in den er einige Meilensteine rettete. Es gab allerdings auch historische polnische „Meilensteine“, wovon der Meilenstein in Konin (Woiwodschaft Großpolen) aus dem Jahr 1151 als ältestes erhaltenes Exemplar zeugt. Per Definition handelt es sich hierbei aber um keinen Meilenstein, da er lediglich Entfernungsangaben trägt, sondern um einen Distanzstein. Er gilt heute als wichtiges kulturelles Erbe Polens und stand auf halber Strecke zwischen Kalisz und Kruszwica, genau 52 Kilometer von beiden Orten entfernt. Die romanische Säule gehört heute zu den Wahrzeichen der Stadt. Zudem haben sich in Polen Geschichten um die glockenförmigen preußischen Meilensteine gesponnen, die in ihnen die Kopfbedeckungen slawischer Gottheiten sehen wollen. Auch die sächsischen Postmeilensäulen in Polen werden erforscht und dokumentiert.

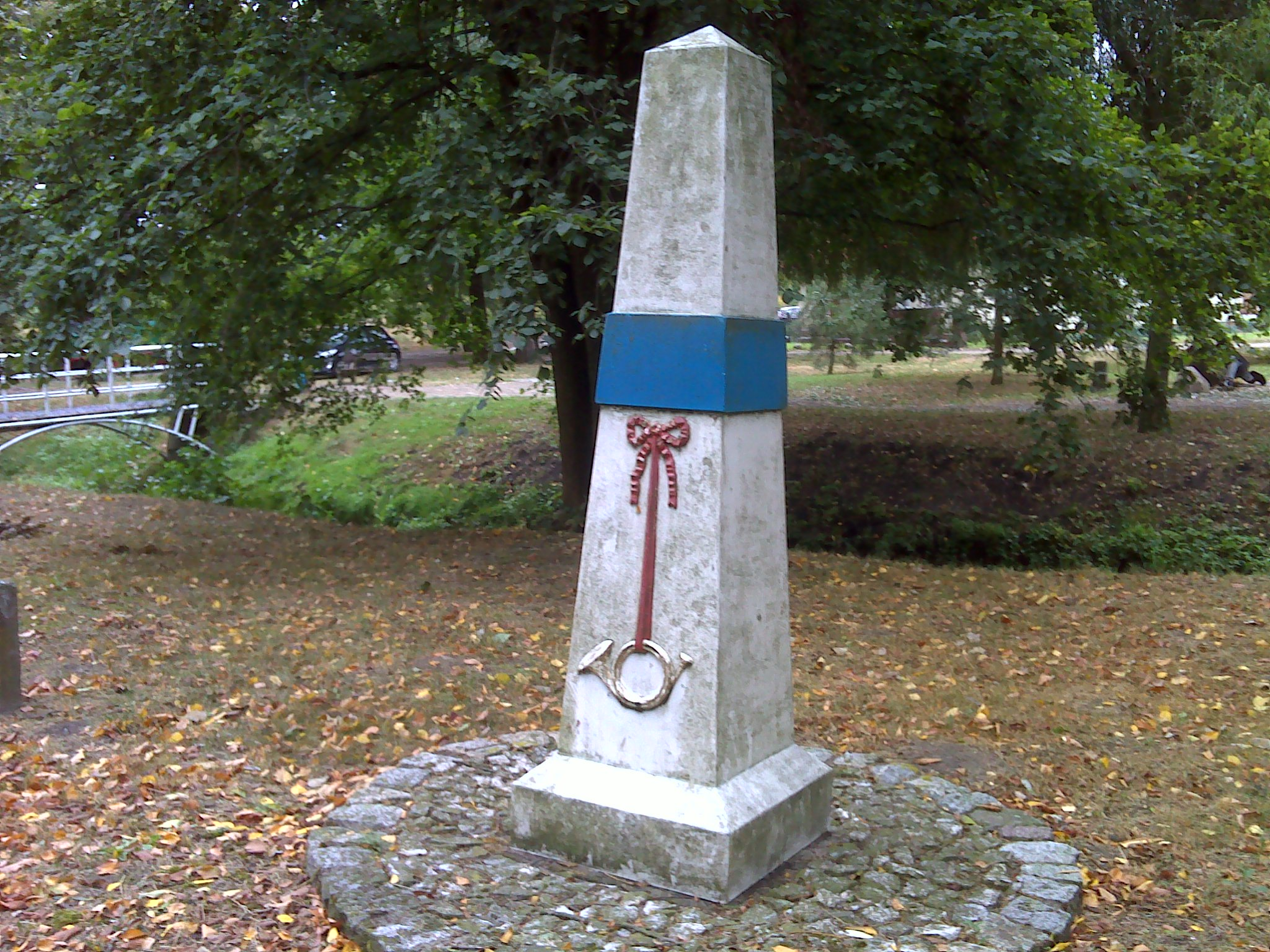
Preußischer Meilenstein im „Park der Wegweiser und Meilensteine der Kulturen“ in Witnica (Vietz), Woiwodschaft Lebus, Polen
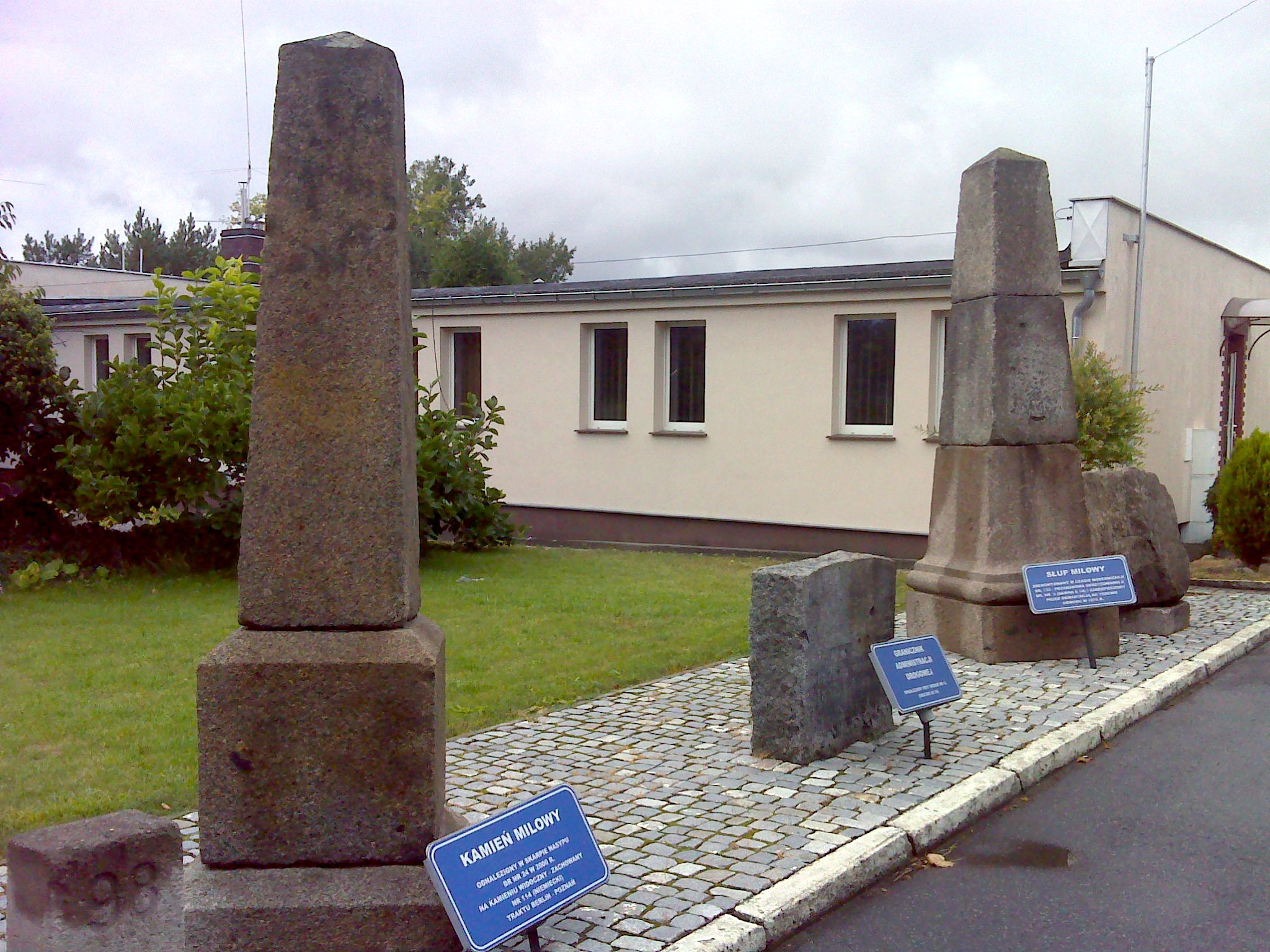
Preußische Meilensteine im „Museum für Straßen- und Wegebau“ in Skwierzyna (Schwerin an der Warthe), Woiwodschaft Lebus, Polen
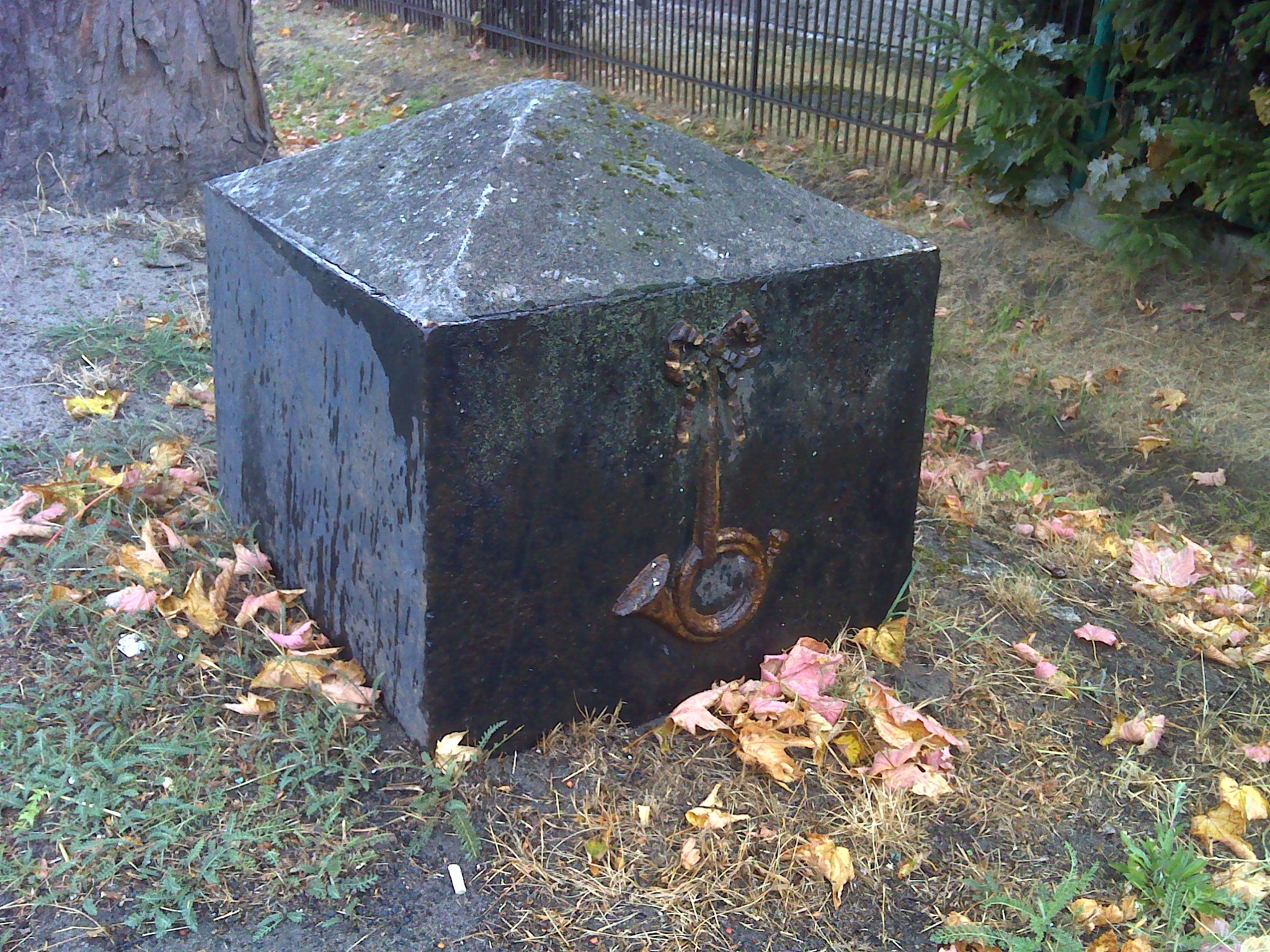
Preußischer Viertelmeilenstein in Bogdaniec, Woiwodschaft Lebus, Polen
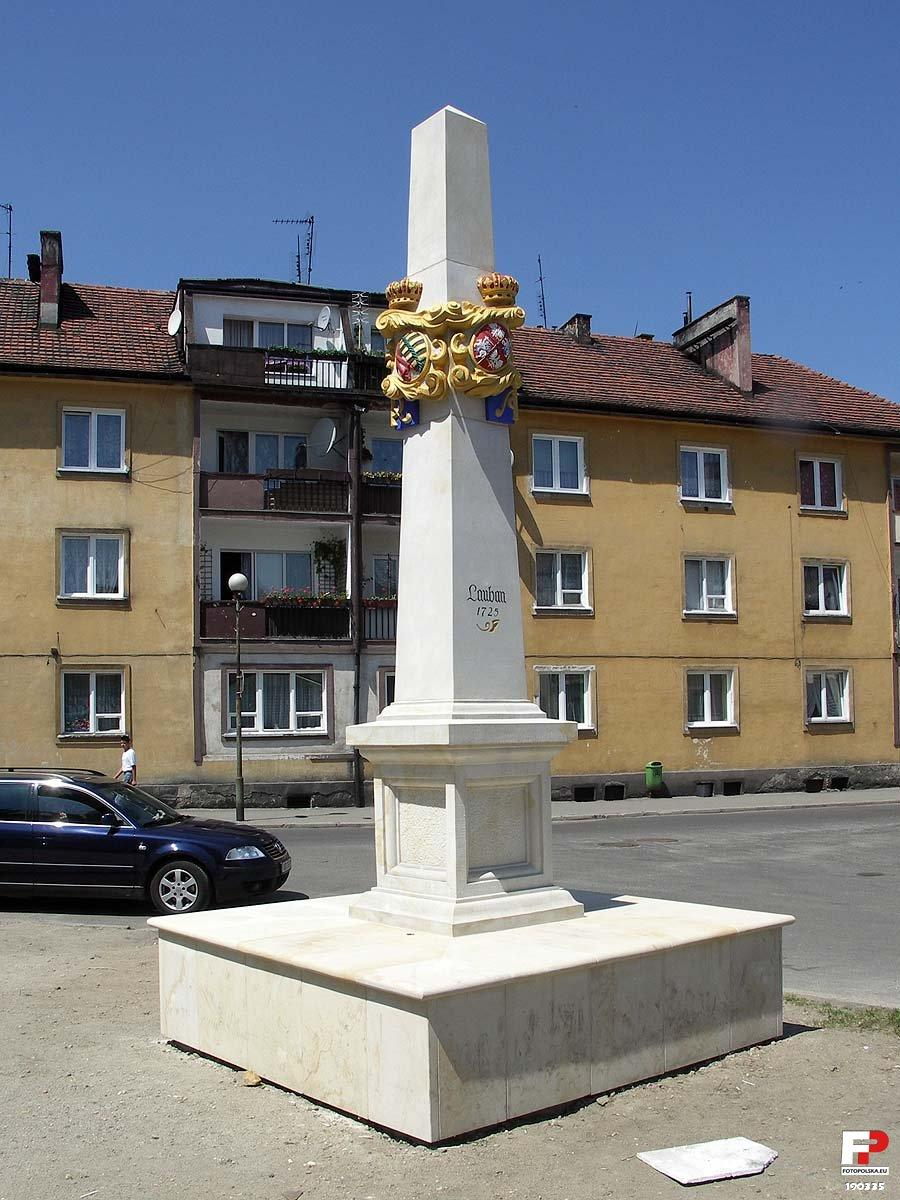
Sächsische Postmeilensäule in Lubań, Woiwodschaft Niederschlesien, Polen

### Skandinavien
In Dänemark gibt es seit dem 17. Jahrhundert Meilensteine. Sie tragen die königlichen Initialen und unterscheiden sich in sieben verschiedene Formen: Stele, Stele mit Sockel, Obelisk, drei Arten von Kegelstümpfen (Keglestub) sowie Pyramidenstümpfe (Pyramidestub). In Schweden wurden die hölzernen Meilenanzeiger ab zirka 1750 durch Meilensteine ersetzt. Mitte des 19. Jahrhunderts ging man zur Anfertigung von Meilenanzeigern aus Eisen über, da diese billiger herzustellen waren. Insgesamt geht man von 8.000 Meilenanzeigern aus. In Norwegen stellte man Meilensteine aus Granit her, es gibt auch Meilenanzeiger aus Gusseisen.

## Neuzeit: übrige Welt
Meilensteine finden sich fast überall dort, wo die Meile als Maß genutzt wurde. Das betrifft insbesondere alle Regionen, in denen das Britische Imperium Einfluss besaß.

### Nordamerika
In den USA gibt es verschiedene Typen von Meilensteinen, besonders in Massachusetts und Rhode Island. Hier hat sich eine gewisse Anzahl von Meilensteinen des 18. Jahrhunderts erhalten. Dazu gehören die 1767 Milestones entlang der Boston Post Road, deren älteste aus dem Jahr 1729 stammen, und die Steine entlang der Great Road. Zudem sind in Kanada und den USA eine Reihe von Nullpunktsteinen erhalten, etwa die mile zero des Highways 101 in Lund, des Alaska Highways in Dawson Creek oder des Trans-Canada Highways in Victoria (alle British Columbia, Kanada) oder in den USA die zero milestones in Memphis (Tennessee), Richmond (Virginia) oder Charleston (West Virginia).

### Indien
Während der Mogulzeit wurden entlang der Hauptverkehrsverbindungen (z. B. der Grand Trunk Road) im Norden Indiens im Abstand von ca. 2 indischen Meilen (kos) zahlreiche ca. 6 bis 8 m hohe Türme (Kos-Minars) platziert, von denen noch ca. 150 erhalten sind.

## Heute
Nach der Einführung des metrischen Systems wurden statt Meilensteinen Kilometersteine und -schilder aufgestellt. Teilweise wurden dazu auch die alten Meilensteine umgesetzt und zu Kilometersteinen umgestaltet. In einigen deutschen Ländern wurden die Kilometerschilder wiederum durch Stationszeichen abgelöst.
Die Meilensteine selbst stehen heute häufig unter Denkmalschutz, wobei die Art und Weise variiert. Sie werden dabei zumeist als Kleindenkmal, seltener als Baudenkmal klassifiziert.